# Donau
De Donau is de langste rivier binnen de Europese Unie en op de Wolga na, de langste van Europa. De Donau is een gemengde rivier, wat betekent dat de rivier gevoed wordt door smelt-, grond- en regenwater.
De Donau ontstaat in het Zwarte Woud, in Duitsland, vanuit de samenvloeiing van de Breg, de Brigach en de in Donaueschingen ontspringende Donaubach. De grootste watertoevoer van de bovenloop van de Donau komt echter vanuit de rechter-, alpiene zijrivieren, waarvan de Inn de belangrijkste is. De Donau stroomt oostwaarts door Zuid-Duitsland en verder door Centraal- en Zuidoost-Europa, om na 2829 km in het grensgebied van Roemenië en Oekraïne via de Donaudelta uit te monden in de Zwarte Zee. De hoofdsteden Wenen, Bratislava, Boedapest en Belgrado liggen aan de Donau; aan geen enkele rivier ter wereld liggen zo veel hoofdsteden als aan de Donau.
Het economische belang van de Donau is groot. De belangrijkste economische activiteiten zijn scheepvaart, visserij en toerisme. In 1992 werd de Donau via het Rijn-Main-Donaukanaal met de Main en de Rijn verbonden. Hierdoor kwam een kortere vaarroute tussen de Noordzee en de Zwarte Zee tot stand.

## Etymologie
Net als in het Nederlands heet de rivier in het Duits Donau. In het Slowaaks heet hij Dunaj, in het Hongaars Duna, in het Kroatisch Dunav, in het Servisch en Bulgaars Dunav (Дунав), in het Roemeens Dunărea, in het Oekraïens Doenaj (Дунай) en in het Engels en Frans Danube. Deze namen zijn alle afkomstig van de aan het Keltisch ontleende Latijnse riviernaam Dānuvius. Daarnaast werd de rivier ook in traditioneel Latijn Ister genoemd, van het Griekse Ístros (Ἴστρος).
De Latijnse riviernaam gaat, net zoals die van andere rivieren als de Dnjepr, Dnjestr, Donets en Don, terug op de Iraanse talen van de Scythen en Sarmaten of op die van de Oost-Europese Kelten. Doordat zowel het Iraans als het Keltisch Indo-Europese talen zijn, het woord voor 'stroom' in het Oudiraans (bijvoorbeeld Ossetisch don, 'water', Oudperzisch danuvatiy, 'vloeit, stroomt') en in het Keltisch (bijvoorbeeld Welsh waternaam Donwy) overeenkomsten vertoont en beide volksstammen tot de Don en Donau waren doorgedrongen, valt de juiste etymologie niet met zekerheid te achterhalen.
Voor 1763 was de Duitse naam Tonach, Tuonowe en later ook Tonaw, Donaw. De huidige uitgang -au stamt van het Oudhoogduitse ouwa, 'water, stroom; land bij het water, vochtig land' (waaruit gewestelijk Au, Aue), dat in het Nederlands nog herkenbaar is in de zelfstandige naamwoorden landouw en ooibos.

## Geschiedenis
In de zevende eeuw v.Chr. voeren de Grieken van de Zwarte Zee stroomopwaarts de Donau op, na het passeren van Tomis, het huidige Constanța. Hun ontdekkingsreis eindigde bij de IJzeren Poort, waar de Donau enkele tientallen kilometers lang door een nauw ravijn stroomde en het daardoor te gevaarlijk werd voor de Griekse schepen om de reis voort te zetten naar de zuidelijke Karpaten en het Servische ertsgebergte, aan de grens tussen het huidige Roemenië en Servië.
Van het jaar 37 tot de regeringsperiode van keizer Valentinianus I (364-375) vormde de Donau, vrijwel vanaf de bron tot aan de monding, de natuurlijke noordoostgrens van het Romeinse Rijk. Deze grens kende echter enkele onderbrekingen zoals bij de Val van de Limes in 259. Tegelijk was de rivier de vaarroute voor zowel het leger als voor de bevoorrading van de aan de stroom gelegen nederzettingen.
De oversteek van de Donau naar Dacië lukte pas in 101 na de bouw van een brug ter hoogte van de stad Drobeta-Turnu Severin, dicht bij de IJzeren Poort, en het uitvechten van twee veldslagen, in 102 en 106. De overwinning op de Daciërs, aangevoerd door Decebalus, deed de provincie Dacia ontstaan, die in 271 weer verloren ging.
In de negende eeuw was de Donau de trekroute van het Aziatische herdersvolk de Magyaren, die halt hielden in het huidige Hongarije en daar met de ginds reeds gevestigde Slavische bevolking onder Stefanus I van Hongarije het Hongaarse koninkrijk stichtten.
Ook de Route Charlemagne, die tussen 1096 en 1099 tijdens de Eerste Kruistocht gebruikt werd door het leger van Godfried van Bouillon, liep langs de Donau van Regensburg tot Belgrado. Zo'n 340 jaar later nam het Ottomaanse leger dezelfde weg maar in tegengestelde richting. De Donau was voor de Turken de hoofdroute voor de verplaatsing en bevoorrading van de troepen tijdens hun veldtocht door Zuidoost-Europa. De rivier maakte het voor de Ottomanen mogelijk om snel vooruit te gaan en in het jaar 1440 startte de belegering van Belgrado, zo'n 2000 km stroomopwaarts. De stad viel echter pas in 1521 en enkele jaren later, in 1526, veroverde het Ottomaanse leger het koninkrijk Hongarije bij de eerste Slag bij Mohács. Aangezien koning Lodewijk II van Hongarije daarin omkwam, werden Bohemen en Slowakije (toen delen van Hongarije) door Ferdinand I, zwager van Lodewijk II, in het Habsburgse Oostenrijk ingelijfd. Hierdoor ontstond de Donaumonarchie.
De Turken bereikten in 1529 de poorten van Wenen, in het hart van Centraal-Europa, maar werden daar verslagen. Zo werd de Ottomaanse opmars langs de Donau een halt toe geroepen en vanaf de tweede slag van Mohács, in 1687, verloren ze stukje per beetje terrein en invloed. De geleidelijke Turkse terugtrekking is grotendeels terug te voeren op Oostenrijks-Hongaars initiatief, dat zo aan macht won, hoewel het tegelijkertijd zelf uit het Heilige Roomse Rijk verdreven werd. Naast Oostenrijk bleef het Ottomaanse Rijk desalniettemin een van de voornaamste politieke spelfiguren op de Zuidoost-Europese scène tot het definitief verlies van de gebieden in de Balkan tijdens de Russisch-Turkse Oorlog (1768-1774) en de Balkanoorlogen van 1912-1913. De Donau diende zo niet alleen als militaire en commerciële slagader maar eveneens als politieke, culturele en religieuze grens tussen het Oosten en het Westen.

### Verdragen
Na de Tweede Wereldoorlog werd in 1946 een nieuwe regeling voor het scheepsverkeer aangenomen, die de uit 1921 stammende Akkoorden van Parijs moest vervangen. Alle landen aan de Donau, behalve de verliezers Duitsland en Oostenrijk, namen in 1948 deel aan de Conferentie van Belgrado. Bij de ondertekening van de overeenkomst werd ook beslist dat Oostenrijk lid van de daar opgerichte Donaucommissie mocht worden. Door verzet van de Sovjets kon de Bondsrepubliek Duitsland pas in 1998 toetreden tot de Commissie, bijna 50 jaar na de Conferentie van Belgrado. Nog steeds regelt de Donaucommissie de samenwerking tussen de Donaulanden inzake de scheepvaart.
In 1994 werd door verschillende landen de Conventie ter Bescherming van de Donau aangenomen, wat leidde tot de oprichting van de Internationale Commissie ter Bescherming van de Donau. Deze organisatie richt zich op de verbetering en bescherming van het leefmilieu in en rond de Donau.

## Geografie

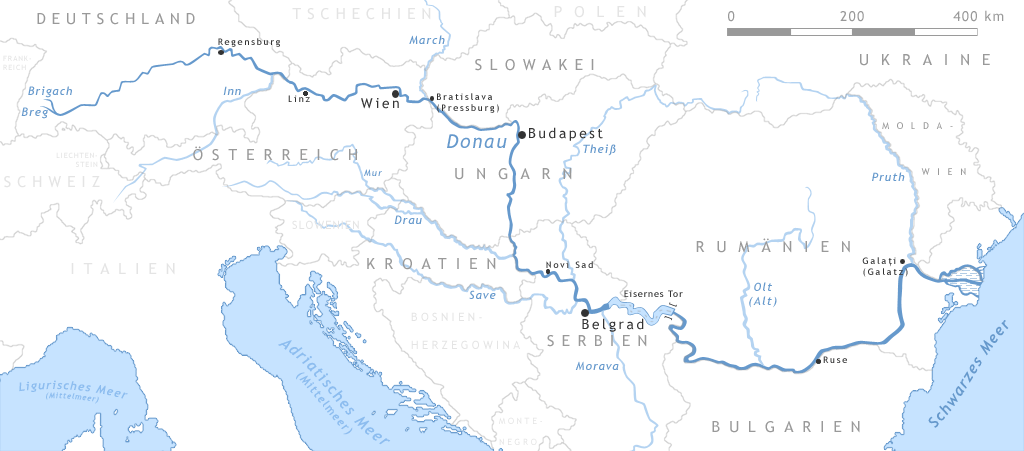
Loop van de Donau

De Donau is de enige grote Europese rivier die in oostelijke richting stroomt. Na 2888 km bereikt hij de Zwarte Zee via de Donaudelta, in Roemenië en Oekraïne. In tegenstelling tot andere rivieren worden de kilometers van de Donau stroomopwaarts geteld: het officieel nulpunt is de vuurtoren van Sulina aan de Zwarte Zeekust. Aangezien de Donau ontspringt in het Zwarte Woud en uitmondt in de Zwarte Zee, wordt de rivier in de Duitse volksmond ook wel Schwarzer Fluss (Zwarte rivier) genoemd.
Tien landen hebben toegang tot de Donau, waarvan er vier slechts aan één oever liggen. Dit zijn Kroatië, Bulgarije, Moldavië en Oekraïne. Gedurende 1070,9 km, of 37% van de totale lengte, dient hij als staatsgrens.
De bijdrage per land tot het debiet van de Donau is de volgende: Oostenrijk (22,1%), Roemenië (17,6%), Duitsland (14,5%), Servië (11,3%), Bosnië en Herzegovina (8,8%), Kroatië (6,4%), Hongarije (4,3%), Oekraïne (4,3%), Bulgarije (3,7%), Slovenië (3,1%), Slowakije (1,9%), Tsjechië (1,2%) en Moldavië (0,7%). Bosnië en Herzegovina, Slovenië en Tsjechië liggen zelf niet aan de Donau.
| Aandeel van de Donaulanden                                 | Aandeel van de Donaulanden | Aandeel van de Donaulanden | Aandeel van de Donaulanden | Aandeel van de Donaulanden | Aandeel van de Donaulanden | Aandeel van de Donaulanden | Aandeel van de Donaulanden |
| Land                                                       | Totaal aantal km           | Linkeroever                | Linkeroever                | Rechteroever               | Rechteroever               | Beide oevers               | Beide oevers               |
|                                                            |                            | km                         | %                          | km                         | %                          | km                         | %                          |
| ---------------------------------------------------------- | -------------------------- | -------------------------- | -------------------------- | -------------------------- | -------------------------- | -------------------------- | -------------------------- |
| Duitsland                                                  | 687,00                     | 687,0                      | 24                         | 658,6                      | 23                         | 658,6                      | 36                         |
| Oostenrijk                                                 | 357,50                     | 321,5                      | 11                         | 357,5                      | 12                         | 321,5                      | 18                         |
| Slowakije                                                  | 172,06                     | 172,1                      | 6                          | 22,5                       | 1                          | 22,5                       | 1                          |
| Hongarije                                                  | 417,20                     | 275,2                      | 10                         | 417,2                      | 14                         | 275,2                      | 15                         |
| Kroatië                                                    | 137,50                     | 0,0                        | 0                          | 137,5                      | 5                          | 0,0                        | 0                          |
| Servië                                                     | 587,35                     | 358,0                      | 12                         | 449,9                      | 16                         | 220,5                      | 12                         |
| Roemenië                                                   | 1075,00                    | 1020,5                     | 35                         | 374,1                      | 13                         | 319,6                      | 18                         |
| Bulgarije                                                  | 471,55                     | 0,0                        | 0                          | 471,6                      | 16                         | 0,0                        | 0                          |
| Moldavië                                                   | 0,57                       | 0,6                        | 0                          | 0,0                        | 0                          | 0,0                        | 0                          |
| Oekraïne                                                   | 53,94                      | 53,9                       | 2                          | 0,0                        | 0                          | 0,0                        | 0                          |
| (Bron: Donaucommissie, Boedapest, januari 2000-maart 2004) |                            |                            |                            |                            |                            |                            |                            |
| Rechteroever | Rechteroever | kilometer | Linkeroever  | Linkeroever |
| Land         | Lengte in km | kilometer | Lengte in km | Land        |
| ------------ | ------------ | --------- | ------------ | ----------- |
| Duitsland    | 658,6        | 2888,77   | 687,0        | Duitsland   |
| Duitsland    | 658,6        | 2230,20   | 687,0        | Duitsland   |
| Oostenrijk   | 357,5        |           | 687,0        | Duitsland   |
| Oostenrijk   | 357,5        | 2201,77   | 687,0        | Duitsland   |
| Oostenrijk   | 357,5        | 321,5     | Oostenrijk   |             |
| Oostenrijk   | 357,5        | 321,5     | Oostenrijk   | 1880,26     |
| Oostenrijk   | 357,5        | 172,1     | Slowakije    |             |
| Oostenrijk   | 357,5        | 172,1     | Slowakije    | 1872,70     |
| Slowakije    | 22,5         | 172,1     | Slowakije    |             |
| Slowakije    | 22,5         | 172,1     | Slowakije    | 1850,20     |
| Hongarije    | 417,2        | 172,1     | Slowakije    |             |
| Hongarije    | 417,2        | 172,1     | Slowakije    | 1708,20     |
| Hongarije    | 417,2        | 275,2     | Hongarije    |             |
| Hongarije    | 417,2        | 275,2     | Hongarije    | 1433,00     |
| Kroatië      | 137,5        | 358,0     | Servië       |             |
| Kroatië      | 137,5        | 358,0     | Servië       | 1295,50     |
| Servië       | 449,9        | 358,0     | Servië       |             |
| Servië       | 449,9        | 358,0     | Servië       | 1075,00     |
| Servië       | 449,9        | 940,9     | Roemenië     |             |
| Servië       | 449,9        | 940,9     | Roemenië     | 845,65      |
| Bulgarije    | 471,6        | 940,9     | Roemenië     |             |
| Bulgarije    | 471,6        | 940,9     | Roemenië     | 374,10      |
| Roemenië     | 374,1        | 940,9     | Roemenië     |             |
| Roemenië     | 374,1        | 940,9     | Roemenië     | 134,14      |
| Roemenië     | 374,1        | 0,6       | Moldavië     |             |
| Roemenië     | 374,1        | 0,6       | Moldavië     | 133,57      |
| Roemenië     | 374,1        | 53,9      | Oekraïne     |             |
| Roemenië     | 374,1        | 53,9      | Oekraïne     | 79,63       |
| Roemenië     | 374,1        | 79,6      | Roemenië     |             |
| Roemenië     | 374,1        | 79,6      | Roemenië     | 0,00        |

### Steden
De Donau stroomt onder meer door de volgende steden:
- Donaueschingen - Duitsland
- Sigmaringen - Duitsland
- Ulm - Duitsland
- Ingolstadt - Duitsland
- Regensburg - Duitsland
- Straubing - Duitsland
- Passau - Duitsland
- Linz - Oostenrijk
- Krems an der Donau - Oostenrijk
- Wenen - hoofdstad van Oostenrijk
- Bratislava - hoofdstad van Slowakije
- Komárno - Slowakije
- Komárom - Hongarije
- Esztergom - Hongarije
- Visegrád - Hongarije
- Vác - Hongarije
- Boedapest - hoofdstad van Hongarije
- Baja - Hongarije
- Vukovar - Kroatië
- Mohács - Hongarije
- Bačka Palanka - Servië
- Novi Sad - Servië
- Belgrado - hoofdstad van Servië
- Smederevo - Servië
- Drobeta-Turnu Severin - Roemenië
- Vidin - Bulgarije
- Lom - Bulgarije
- Orjachovo - Bulgarije
- Nikopol - Bulgarije
- Giurgiu - Roemenië
- Roese - Bulgarije
- Călărași - Roemenië
- Silistra - Bulgarije
- Brăila - Roemenië
- Galați - Roemenië
- Tulcea - Roemenië
- Giurgiulești - Moldavië
- Izmajil - Oekraïne
- Sulina - Roemenië

### Zijrivieren
De Donau zelf stroomt door Duitsland, Oostenrijk, Slowakije, Hongarije, Kroatië, Servië, Bulgarije, Roemenië, Moldavië en Oekraïne. Haar zijrivieren breiden dit stroomgebied nog verder uit met Polen, Tsjechië, Zwitserland, Italië, Slovenië, Bosnië en Herzegovina, Montenegro, Noord-Macedonië en Albanië. Het Donaubekken heeft een totale oppervlakte van 795.686 km².
De belangrijkste zijrivieren van de Donau komen met de stroomrichting mee gezien van rechts, met name uit de Alpen. Sommige van deze zijrivieren zijn op zichzelf al belangrijke stromen. Zowel in Tsjechië als in Servië is er een zijrivier die Morava heet, met dezelfde etymologie. Van bron tot monding zijn het:
- de Iller voor 70 m³/s
- de Mindel
- de Lech voor 115 m³/s
- de Altmühl voor 22 m³/s
- de Naab voor 49 m³/s
- de Isar voor 174 m³/s
- de Inn voor 735 m³/s
- de Traun voor 150 m³/s
- de Enns voor 195 m³/s
- de Morava (Tsjechië) voor 110 m³/s
- de Rába (Raab) voor 63 m³/s
- de Váh voor 161 m³/s
- de Hron voor 55 m³/s
- de Ipeľ voor 22 m³/s
- de Sió, afvoer van het Balatonmeer, voor 39 m³/s

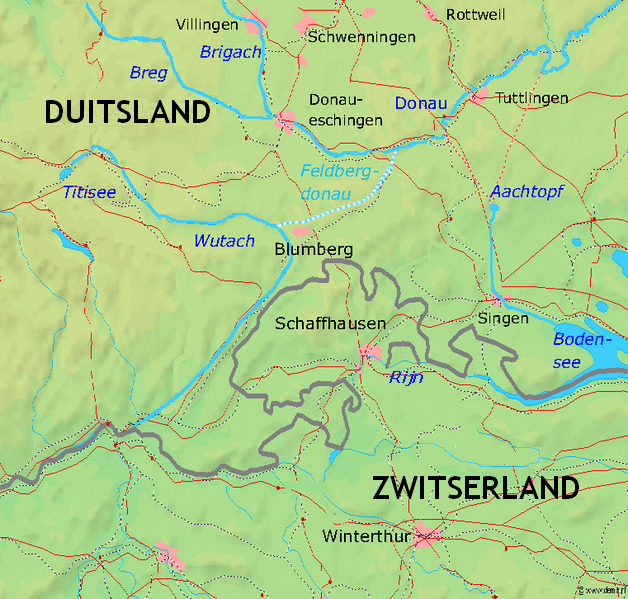
De bovenloop van de Donau

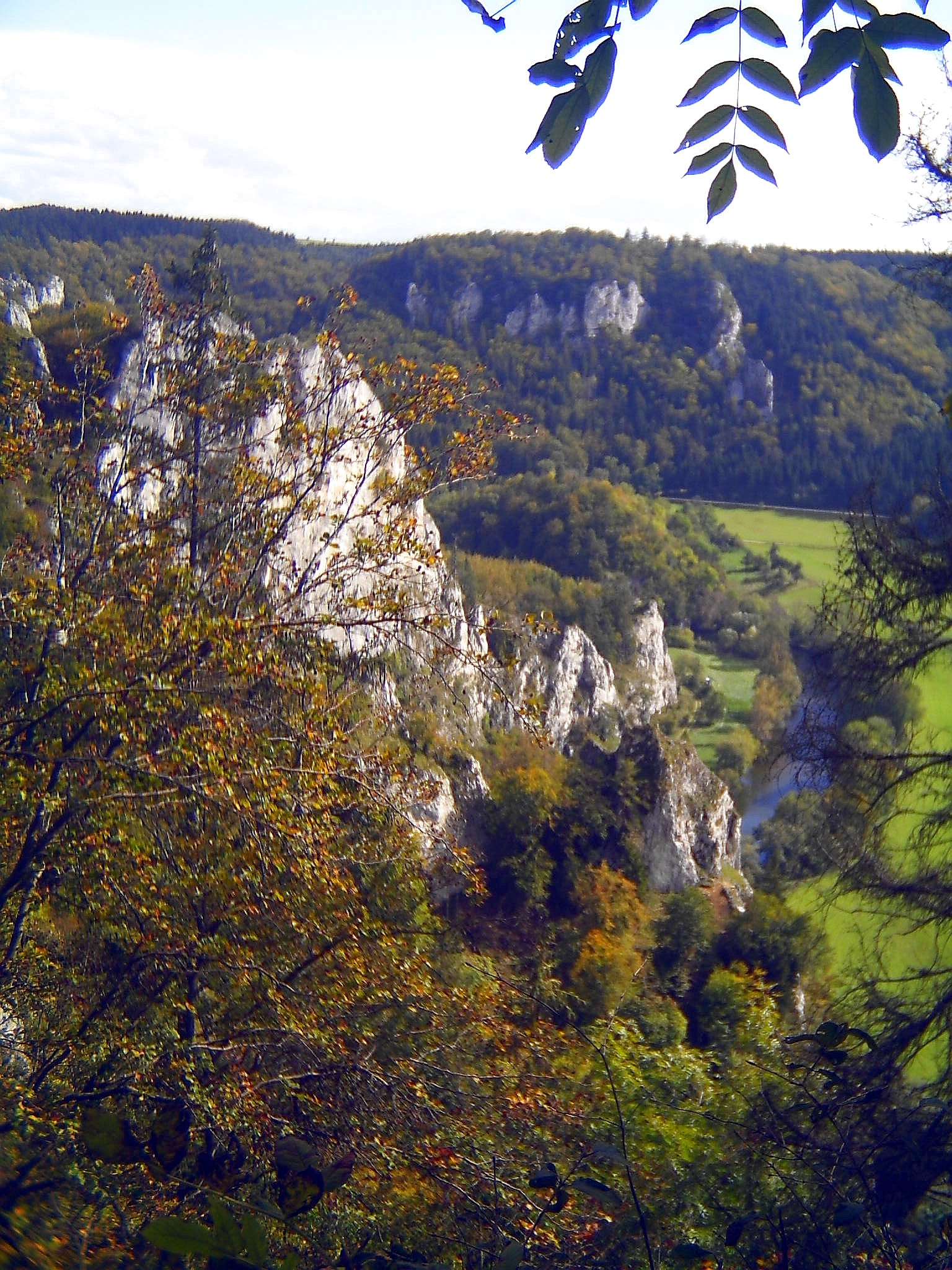
De Donau bij Fridingen, Duitsland

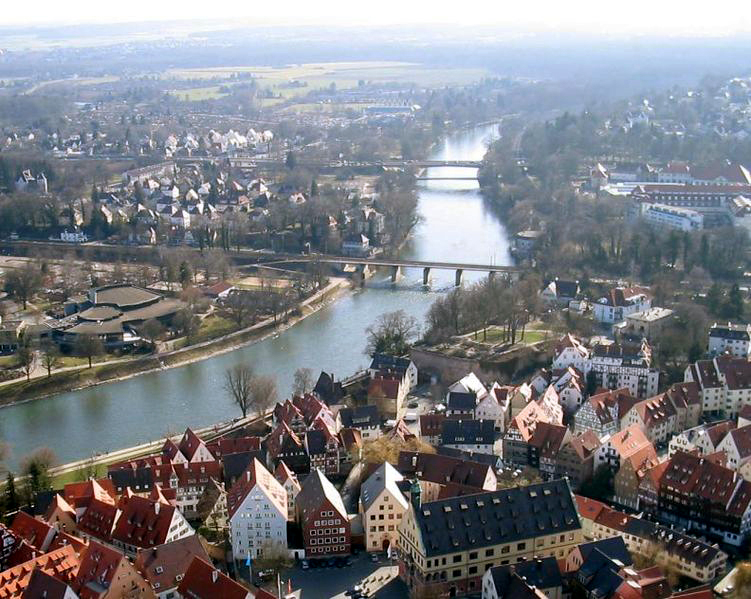
De Donau in Ulm, Duitsland

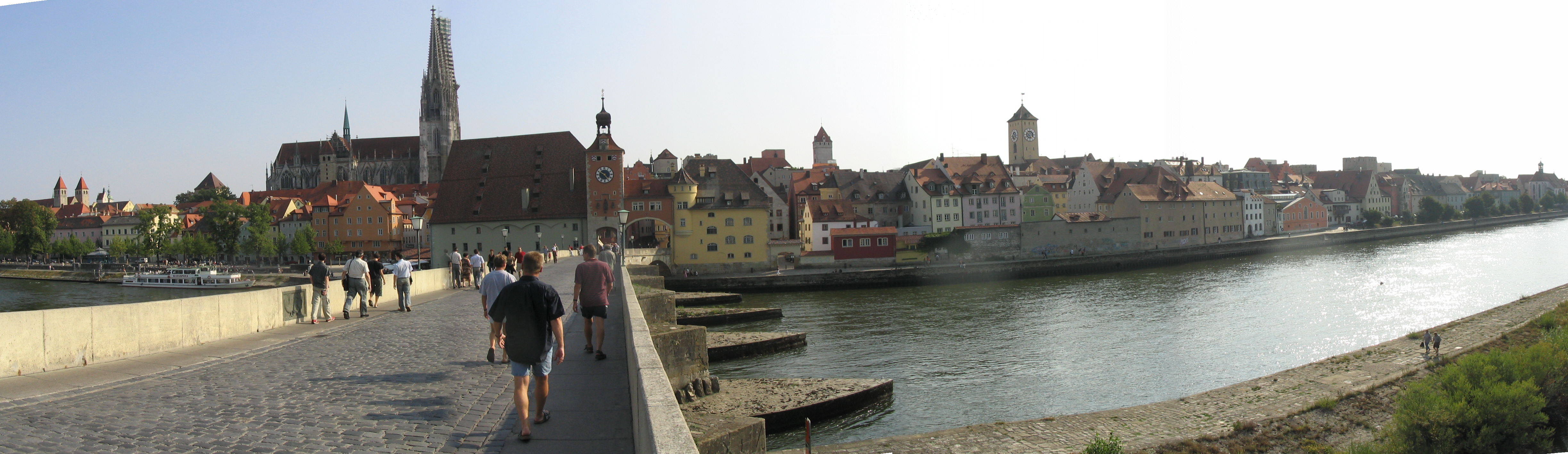
De Donau in Regensburg, Duitsland

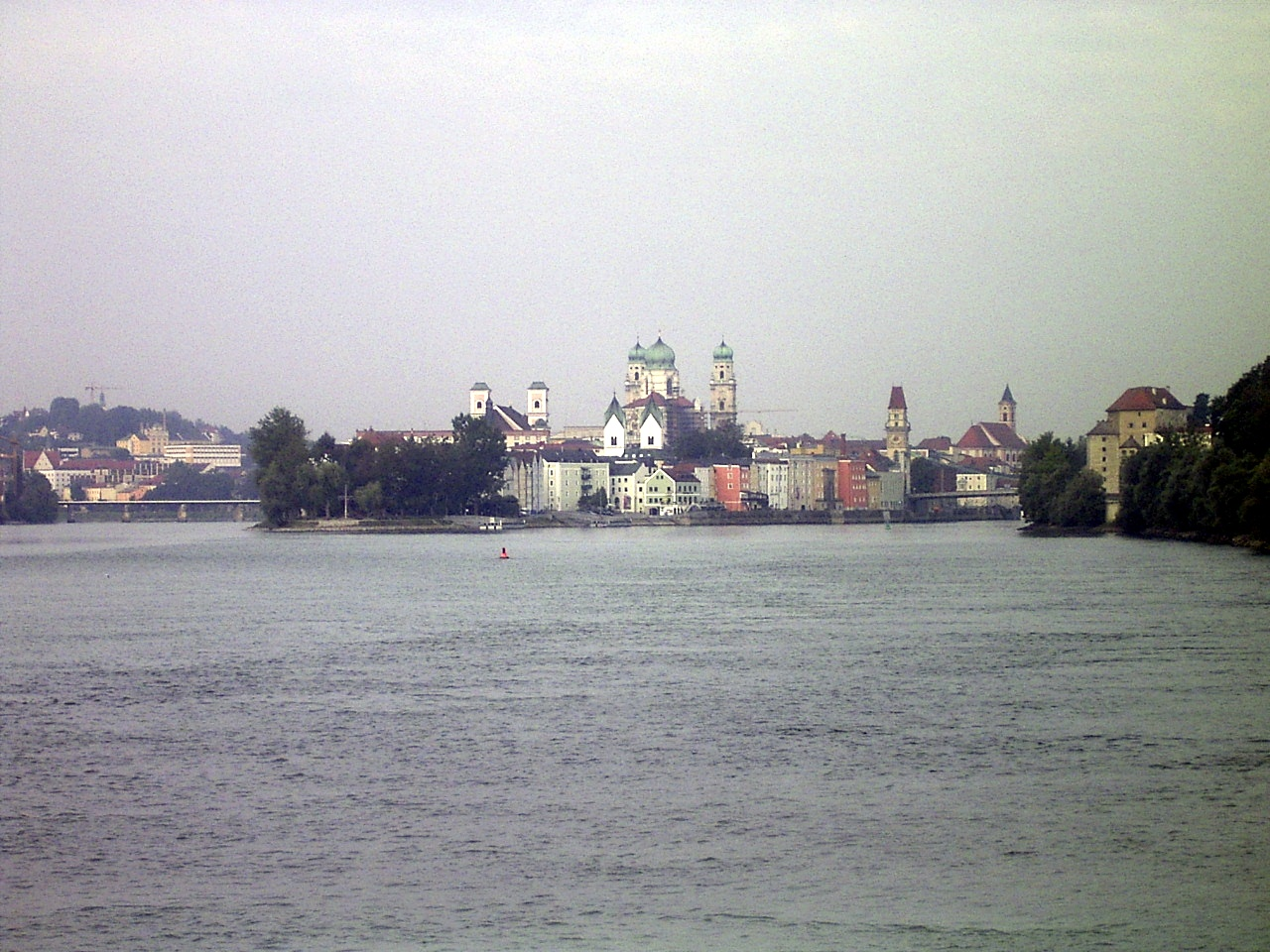
Vereniging van de Inn, Donau en Ilz in Passau, Duitsland

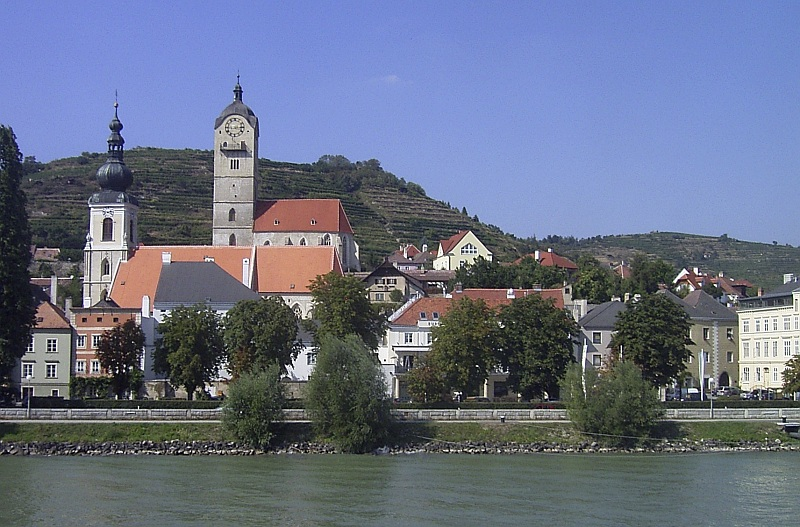
Krems an der Donau, Oostenrijk

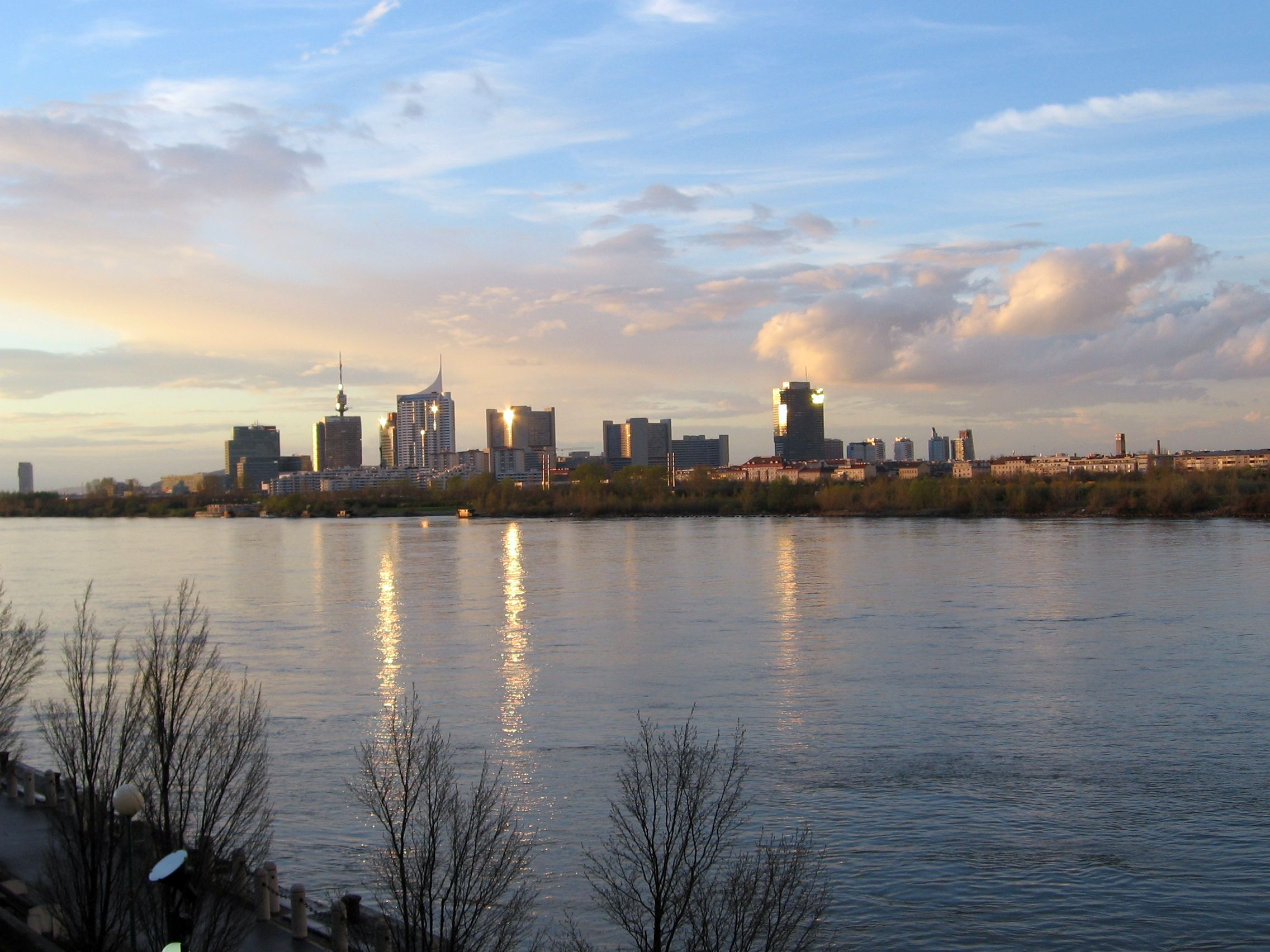
De Donau in Wenen, met op de achtergrond UNO-City

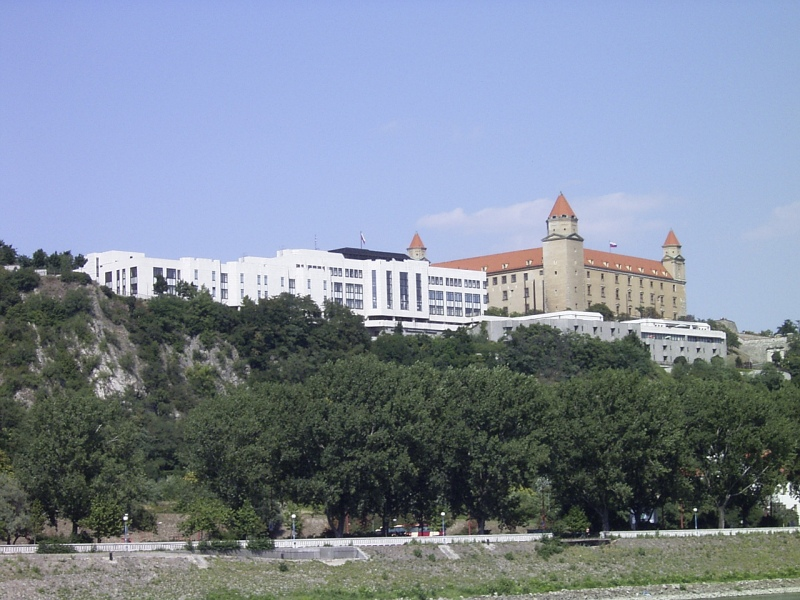
Donau-oever in Bratislava, Slowakije

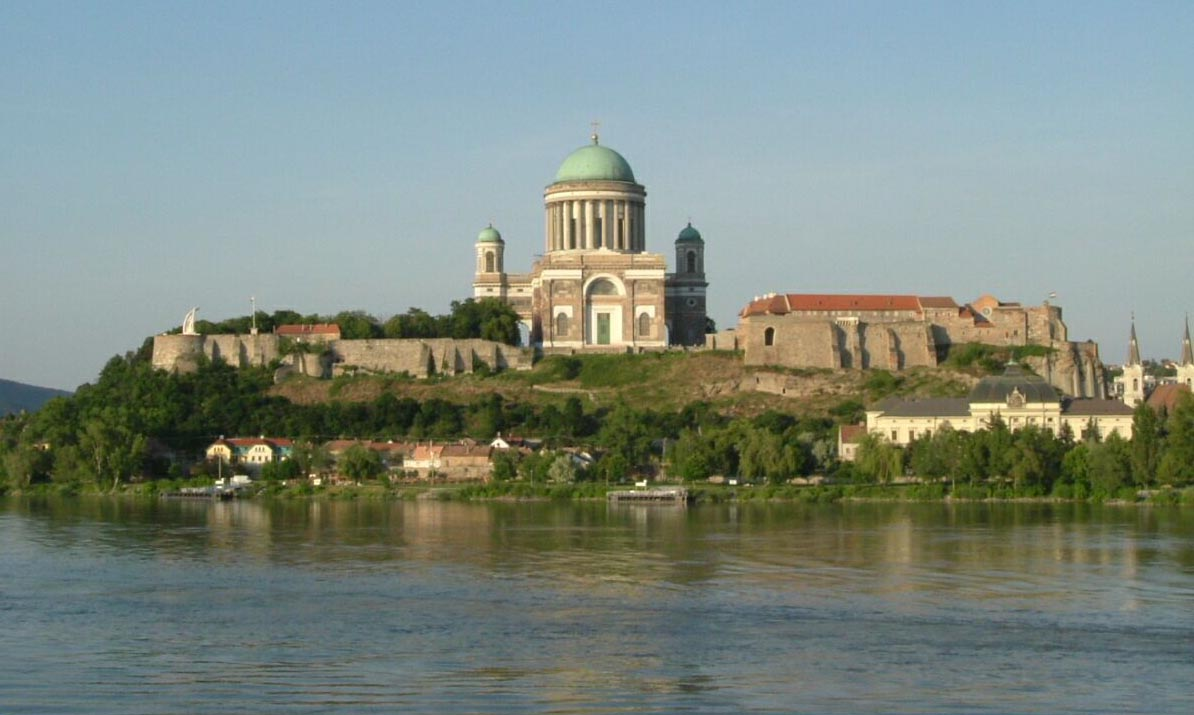
Esztergom, Hongarije

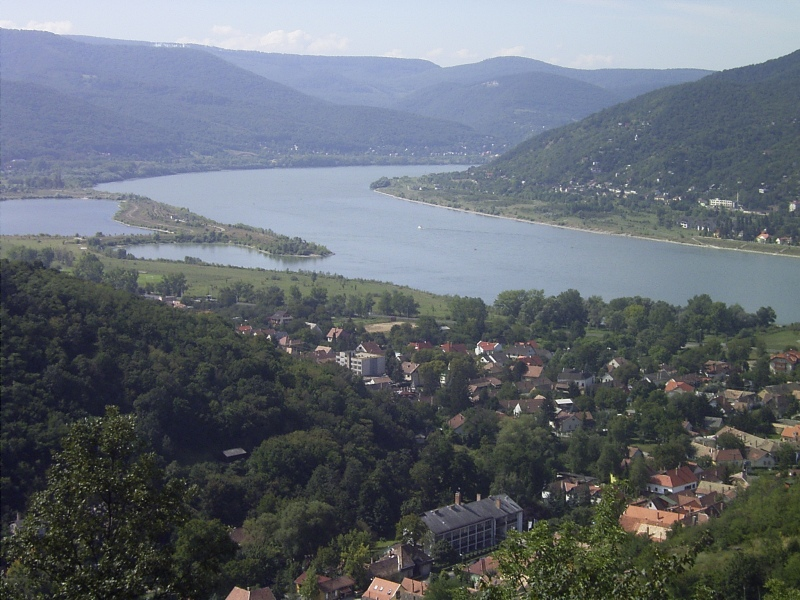
De Donauknie bij Visegrád, Hongarije

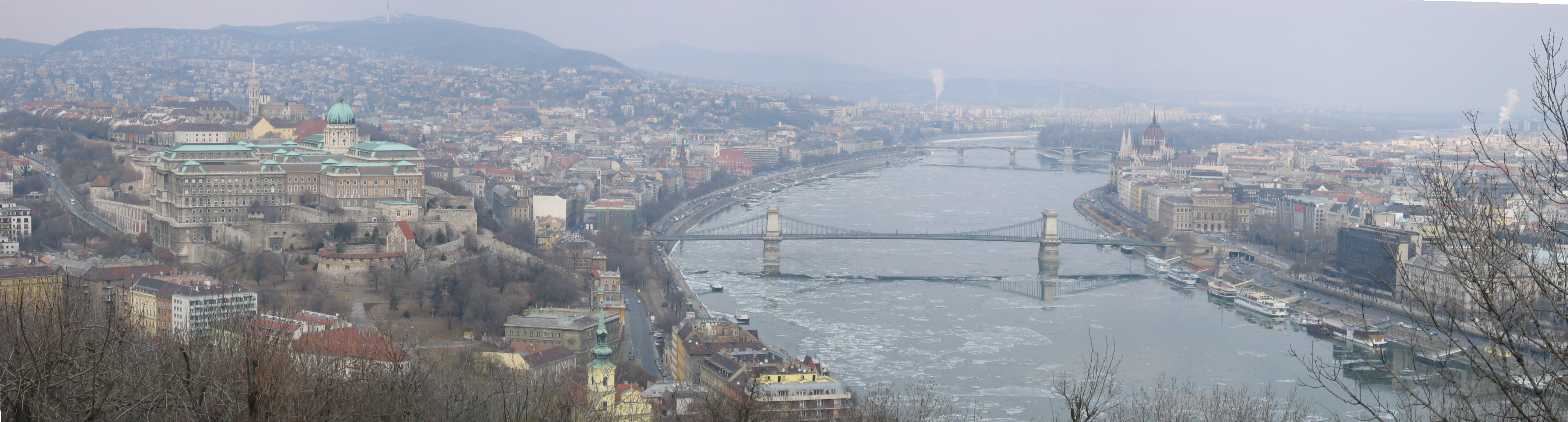
Zicht over Boedapest, Hongarije

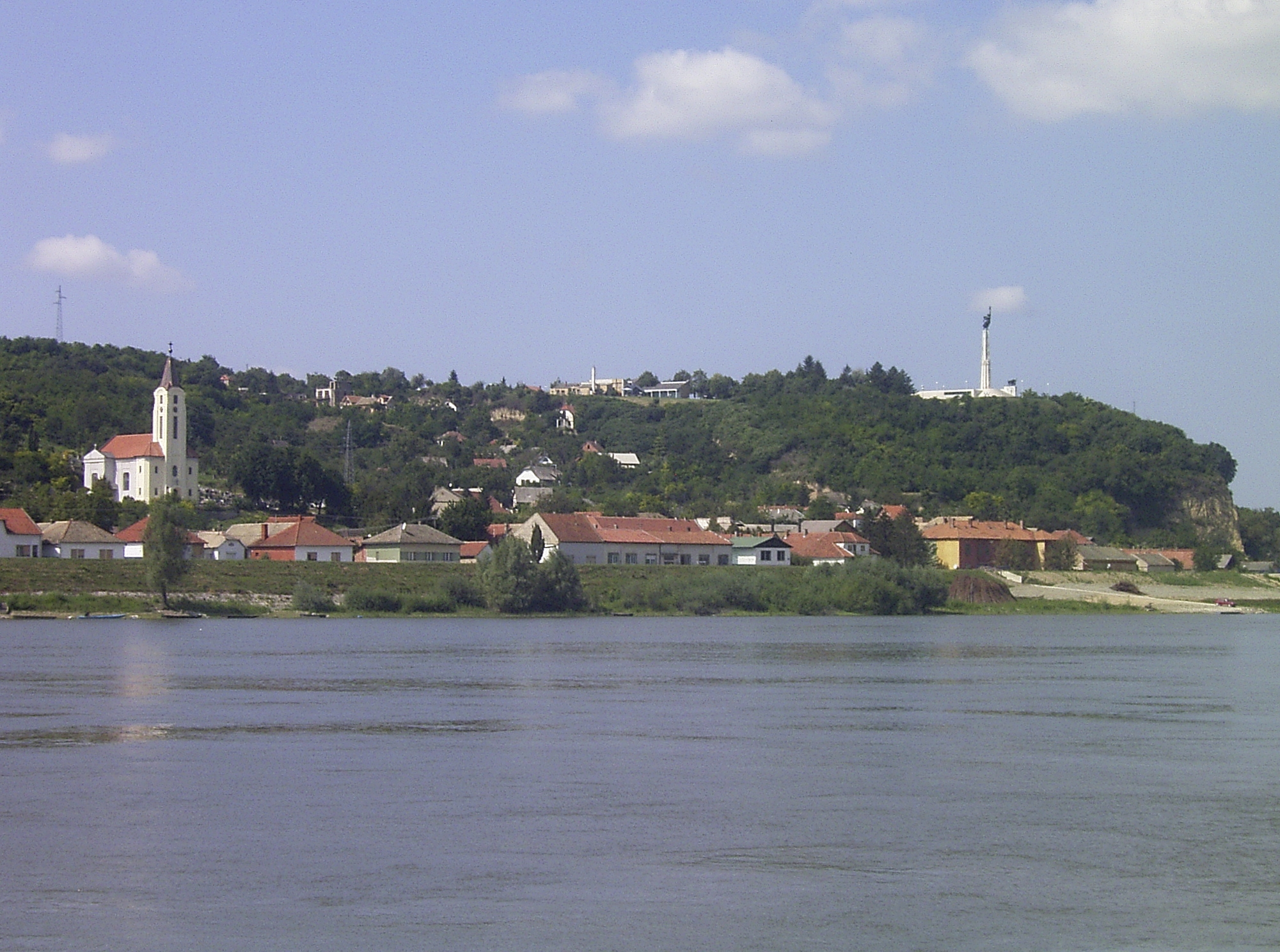
Batina, Kroatië

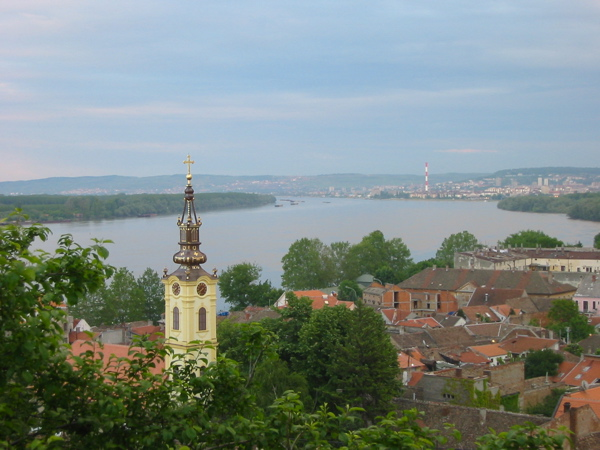
De Donau bij Belgrado, Servië

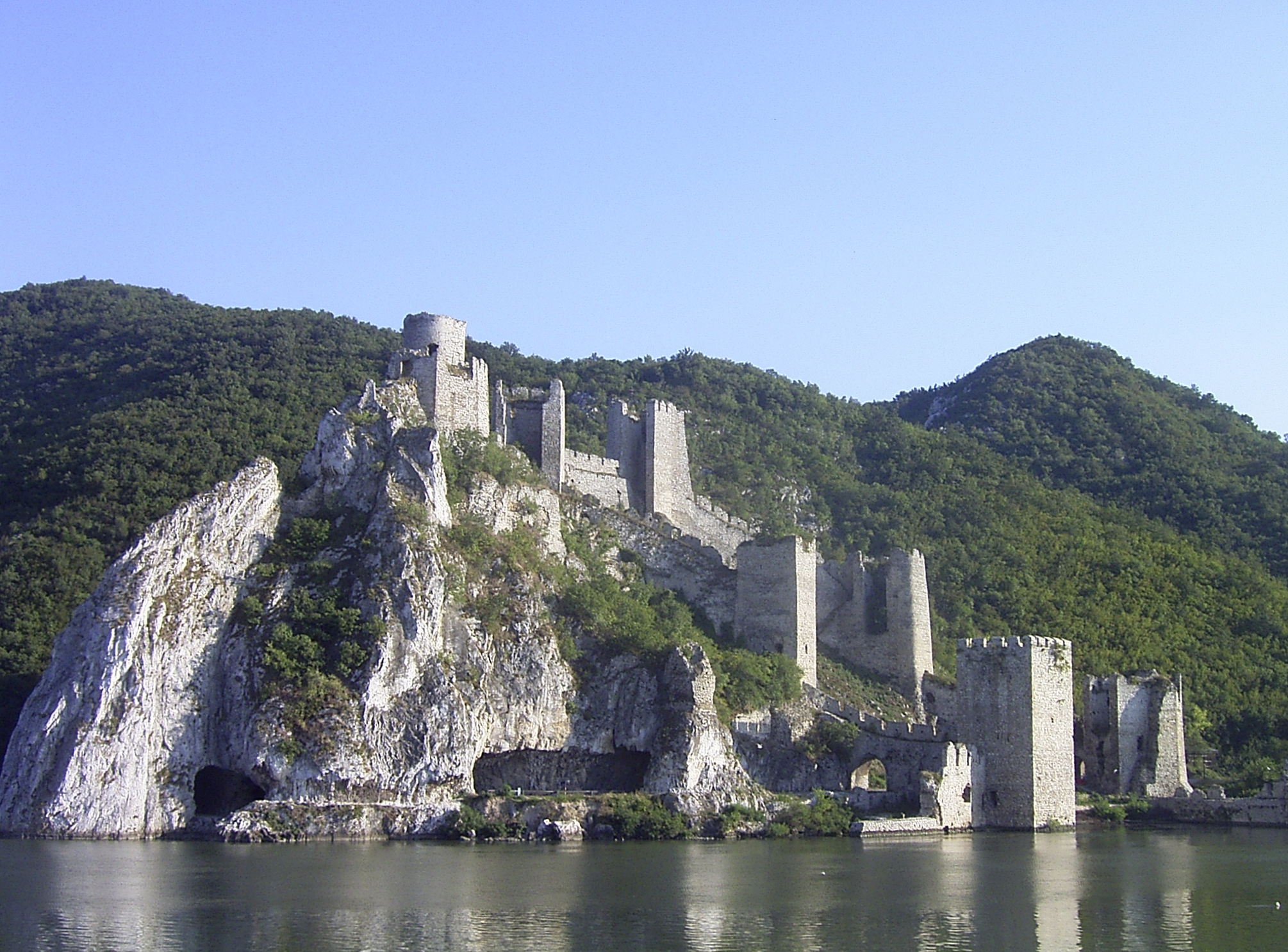
Golubacvesting, Servië

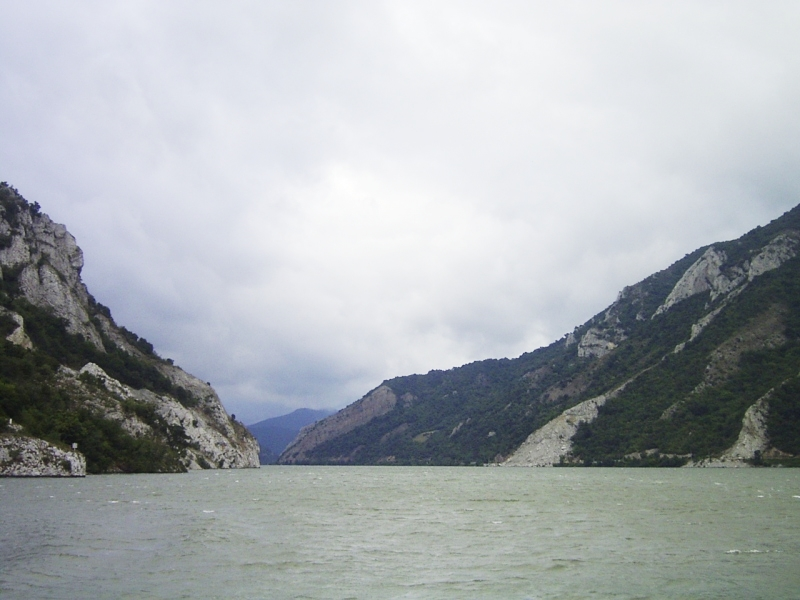
IJzeren Poort, Roemenië

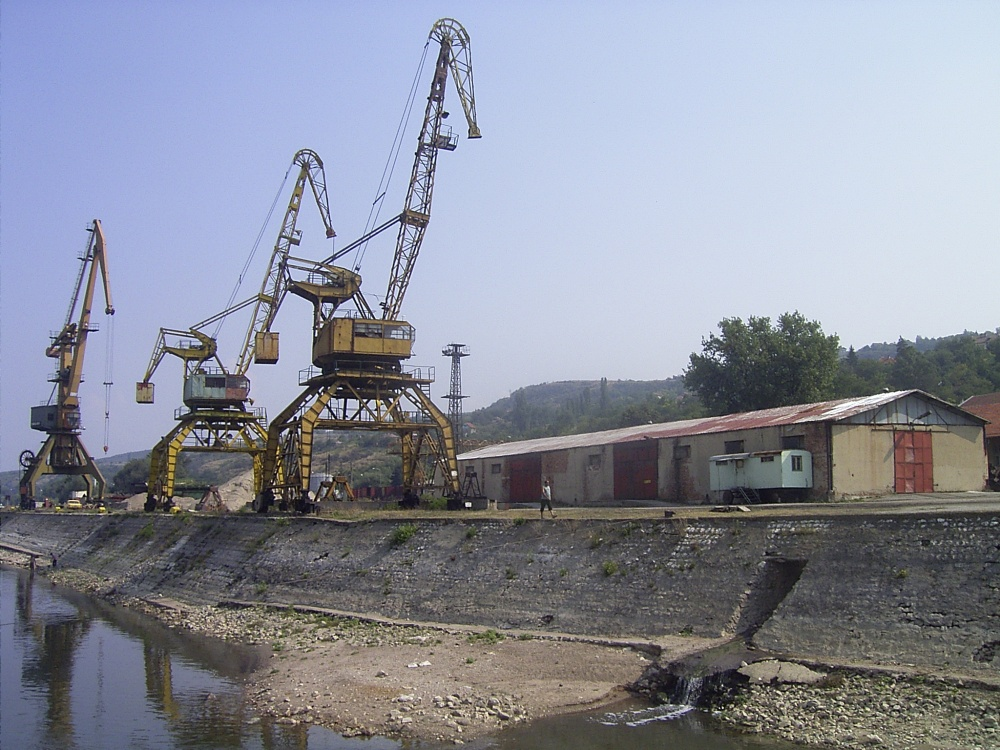
De haven van Orjachovo, Bulgarije

- de Drau (Drava) voor 577 m³/s
- de Tisza voor 794 m³/s
- de Sava voor 1564 m³/s
- de Timiș voor 47 m³/s
- de Morava (Servië) voor 232 m³/s
- de Timok voor 31 m³/s
- de Jiu voor 86 m³/s
- de Iskar voor 54 m³/s
- de Olt voor 174 m³/s
- de Jantra voor 47 m³/s
- de Argeș voor 71 m³/s
- de Ialomița voor 45 m³/s
- de Siret voor 240 m³/s
- de Proet voor 110 m³/s

### Duitsland
De Donau ontstaat op 1,4 km ten oosten van Donaueschingen door de samenvloeiing van twee uit het Zwarte Woud komende riviertjes, de Brigach en de Breg. In Donaueschingen zelf ontspringt de Donaubach, zodat er drie Donaubronnen zijn. De bron van de Breg bij Furtwangen geldt ondertussen als officiële omdat zij het verst verwijderd is van de monding.
De waterscheiding met de Rijn verloopt zeer grillig, hetgeen voor een belangrijk deel samenhangt met de ontwikkelingsgeschiedenis van beide rivieren. De stroomgebieden in Zuid-Duitsland grijpen op verschillende plaatsen in elkaar.
Van de bron tot aan de Oostenrijkse grens legt de Donau in Duitsland 687 km af en is daarmee de op twee na grootste rivier van het land. Aan zijn oevers liggen steden als Tuttlingen, Sigmaringen, Ulm, Neu-Ulm, Ingolstadt, Regensburg, Straubing en Passau. Vanaf Kelheim wordt de rivier bevaarbaar.
Rechter zijrivieren zijn:
- de Iller, in Neu-Ulm
- de Lech, bij Marxheim (ten oosten van Donauwörth)
- de Isar, bij Deggendorf
- de Inn, in Passau

Linker zijrivieren zijn:
- de Wörnitz, in Donauwörth
- de Altmühl, na Kelheim
- de Naab en de Regen bij Regensburg

Een bekend ezelsbruggetje op Duitse scholen luidt:

Iller, Isar, Lech und Inn
fließen rechts zur Donau hin;
Wörnitz, Altmühl, Naab und Regen
kommen ihr von links entgegen.

Daarmee worden in het eerste deel van dit rijm meteen de belangrijkste zijrivieren vernoemd. Zelfs de grootste linkerzijrivier, de Naab, brengt met 49 m³/s maar half zoveel water aan als de kleinste rechterzijrivier, de Iller. Ook monden talrijke kleinere zijriviertjes uit in de Donau, zoals de Riß, de Roth, de Große Lauter, de Blau, de Günz, de Brenz, de Mindel, de Zusam, de Schmutter, de Paar, de Abens, de Große Laber, de Vils of Ilz, de Erlau en de Ranna.
Tussen Immendingen en Tuttlingen verliest de rivier in de Donauversickerung zoveel water in de karstgebieden dat hij gemiddeld 77 dagen per jaar droogvalt. Dit water vloeit ondergronds over een afstand van 11 kilometer om terug aan de oppervlakte te komen als Aachquelle. Deze vloeit af naar het Bodenmeer, zodat het water van de Donau zowel in de Zwarte Zee als in de Noordzee terechtkomt.
In Passau monden van links eerst de Ilz en een beetje verder van rechts de Inn in de Donau uit. Het Alpenwater van de Inn is groen, dat van de Donau blauw en het uit moerasgebieden komende water van de Ilz zwart, waardoor de Donau nog een stuk na de samenvloeiing die drie kleuren uitslaat. Het valt op hoe sterk het groene water van de Inn dat van de Donau kleurt. Naast het soms zeer grote debiet van de Inn, hangt dit voornamelijk samen met het grote verschil in diepte tussen de twee rivieren (Inn: 1,90 meter, Donau: 6,80 meter). De Inn bevat op jaarbasis gemiddeld zo'n 5% meer water dan de Donau. Dit komt hoofdzakelijk door het sterke hoogwater van de Inn tijdens het dooiseizoen in de bergen. De Donau wijst een duidelijk constanter debiet aan - zij brengt gedurende het grootste deel van het jaar (zeven maanden, van oktober tot april) meer water met zich mee.
Belangrijke bouwwerken langs de Duitse Donau zijn in het bijzonder de aartsabdij Beuron (Erzabtei Beuron), het Slot Sigmaringen van het vorstengeslacht Hohenzollern in Sigmaringen, de gotische Munster van Ulm (Ulmer Münster) met de hoogste kerktoren ter wereld (161,6 m), de vlak aan de oever gelegen Weltenburgabdij (Abtei Weltenburg) en de Bevrijdingshal (Befreiungshalle), beide in de buurt van Kelheim, de Stenen Brug (Steinerne Brücke) en Sint-Pietersdom in Regensburg en het Walhalla bij Donaustauf.

### Oostenrijk
Geen enkel land wordt zo sterk met de Donau geassocieerd als Oostenrijk. Dit komt onder meer door de bekende wals An der schönen blauen Donau (door Johann Strauss jr.) en de bijnaam Donaumonarchie voor het Oostenrijk-Hongaarse dubbelmonarchie, aangezien de Donau over 1300 km door het toenmalig grondgebied stroomde. In het huidige Oostenrijk blijft daar slechts zo'n 350 km van over en zo is het land gezakt tot op de 6e plaats in het rijtje van de voornaamste Donaulanden. Desalniettemin watert bijna het hele grondgebied af in de Donau (en dus ook in de Zwarte Zee). Enkel de deelstaat Vorarlberg watert grotendeels af in de Rijn (naar de Noordzee), een zeer klein gebied in de noordwesthoek van Neder-Oostenrijk (Waldviertel) in de Lainsitz (< Moldau < Elbe < Noordzee) en een nog kleiner deel van Opper-Oostenrijk (Mühlviertel) in de Moldau.
Ongeveer halfweg tussen het Duitse Passau en het Oostenrijkse Linz ligt de Schlögener Schlinge, een meander die de Donau kort rechtsomkeert doet maken. Zo'n 70 kilometer na de Duitse grens ligt aan beide oevers dan Linz, de derde grootste stad van het land.
Voorbij Mauthausen, Enns (waar de gelijknamige zijrivier uitmondt) en Grein (waar de Donau zijn diepste punt vertoont in Oostenrijk), bereikt de rivier na ongeveer 90 km de stad Melk met haar bekende abdij. Vervolgens stroomt hij amper 35 km door een van de mooiste Donauvalleien, de Wachau, die van Dürnstein tot Krems an der Donau reikt. Dit gebied staat geklasseerd als UNESCO-Werelderfgoed. Aansluitend doorkruist hij de Tullnerfeldvlakte.
Het is al bijna aan de Slowaakse grens dat de Donau door de hoofdstad Wenen stroomt. Wenen was gedurende eeuwen de grootste en belangrijkste van alle Donausteden, maar moet deze onderscheiding ondertussen met Boedapest en Belgrado delen. De rivier maakte van de stad een voornaam handelscentrum en tot op vandaag is de Donau een belangrijke handelsroute tussen het voormalige Oostblok en West-Europa. Er werden ingenieuze werken uitgevoerd om de gevolgen van overstromingen in Wenen te beperken.
Belangrijke rechterzijrivieren zijn:
- de Traun, in Linz
- de Enns, bij Enns
- de Ybbs, bij Ybbs an der Donau
- de Traisen, bij Altenwörth
- de Wien (Wienfluss), te Wenen
- de Schwechat, ten oosten van Mannwörth

Van links komen:
- de Aist, bij Schwertberg
- de Kamp, bij Krems an der Donau

In Oostenrijk liggen elf waterkrachtcentrales op de Donau.
De Internationale Commissie ter Bescherming van de Donau (Internationale Kommission zum Schutz der Donau) heeft haar zetel in Wenen en heeft als onderwerp de bescherming van het leefmilieu van het Donaubekken.

### Slowakije
Waar de Morava in de Donau (Dunaj) uitmondt, gaat de Donau, na heel even de Oostenrijks-Slowaakse grens gevormd te hebben, Slowakije binnen. Slechts 45 kilometer na Wenen ligt op de linkeroever de Slowaakse hoofdstad Bratislava, met nieuwere stadsdelen op de rechteroever. Achter Bratislava vormt hij de grens met Hongarije.
Omdat de Donau steeds de Slowaakse zuidgrens volgt (uitgezonderd in Bratislava), komen alle Slowaakse zijrivieren van links. De voornaamste daarvan zijn:
- de Morava (Duits: March), die eerst de Oostenrijks-Tsjechische en daarna de Oostenrijks-Slowaakse grens vormt tot deze in Devín uitmondt in de Donau, met aan de overkant Hainburg in Oostenrijk. De Donau stroomt dan even volledig door Slowaaks grondgebied.
- de Váh (Duits: Waag, Hongaars: Vág), de langste Slowaakse rivier, mondt uit in de Donau in Komárno, een centrum van de Hongaarse minderheid in Slowakije, met aan de overkant de Hongaarse stad Komárom. De twee stadsdelen werden gescheiden toen de Donau in 1921 de Slowaaks-Hongaarse grens werd.
- de Hron (Duits: Gran), mondt uit in de Donau te Štúrovo, met aan de overkant de Hongaarse stad Esztergom
- de Ipeľ (Duits: Eipel, Hongaars: Ipoly), die gedurende 140 km de noordoostelijke Slowaaks-Hongaarse grens vormt, tot deze in het kleinere stadje Chľaba uitmondt in de Donau, met aan de overkant van de Ipel het Hongaarse Szob (tussen Esztergom en Vác, het begin van de Donauknie).

### Hongarije
Na de monding van de Ipeľ (Hongaars: Ipoly) verlaat de Donau (Duna) bij Szob de Slowaakse grens en worden beide oevers Hongaars. Kort daarop dwingen de Börzsöny- en Pilisberg de rivier in een rechthoekige bocht naar het zuiden om zo de fameuze Donauknie bij Visegrád (Duits: Plintenburg) te vormen. Zo onderbreekt hij zijn loop van doorgaans west naar oost om 500 km strikt naar het zuiden te vloeien.
Na zo'n 40 km stroomt de Donau door de Hongaarse hoofdstad Boedapest, die met haar 1,8 miljoen inwoners de grootste stad aan de rivier is. Boedapest heeft nu (2020) 11 bruggen over de Donau, in 2024 is de oplevering gepland van de 12e brug Galvani híd. De rivier verlaat hier het Hongaarse middelgebergte en gaat de Grote Hongaarse Laagvlakte (Hongaars: (Nagy-)Alföld) binnen, waarvan hij de westelijke grens vormt. De rivier is inmiddels zo breed dat voorbij Boedapest nog maar vier bruggen zijn. Na talrijke kleinere steden als Dunaújváros (Donauneustadt), Baja (Frankenstadt), Paks (Paksch) und Kalocsa (Kollotschau) verlaat de Donau kort na Mohács Hongarije en vormt verder de grens tussen Kroatië en Servië.
Belangrijke zijrivieren (alle van rechts) die in Hongarije uitmonden zijn:
- de Leitha (Hongaars: Lajta), die tot 1921 de grens tussen Cisleithanië en Transleithanië en later respectievelijk Oostenrijk en Hongarije vormde. Hij komt in Győr de (zesde stad van Hongarije) van links met de Rába samen.
- de Rába (Duits: Raab), komt bij Győr samen met de Leitha om de Mosoni Duna te vormen en zo'n 15 km verder uit te monden in de Donau.
- de Sió, de afvoer van het Balatonmeer, die enkele kilometers ten oosten van Szekszárd uitmondt in de Donau.

De Donaucommissie heeft haar zetel in Boedapest.

### Kroatië
Met een totale lengte van 137 km heeft Kroatië na Moldavië en Oekraïne het kleinste stuk Donau (Dunav) op zijn grondgebied. Die stroomt op het drielandenpunt voorbij Mohács met Hongarije en Servië bij Batina het land binnen en vormt vandaar de natuurlijke grens tussen Kroatië en Servië.
De belangrijkste Kroatische stad aan de Donau is Vukovar (Duits: Wulkoburg). Vukovar werd tijdens de oorlog met Servië voor een groot deel verwoest.
Aangezien de Donau steeds op de grens loopt, kunnen Kroatische zijrivieren enkel van rechts komen. De belangrijkste is:
- de Drau (Kroatisch: Drava), na de Tisza de op een na langste zijrivier van de Donau, die een 20 km voor haar monding door Osijek (de vierde stad van het land) passeert.

### Servië
Vanaf Bezdan (tegenover het Kroatische Batina), net voorbij de grens met Hongarije, vormt de Donau (Дунав) de noord-zuidgrens tussen Kroatië (rechteroever) en Servië (linkeroever). Zo'n 25 km verder ligt aan Servische kant de havenstad Apatin, die tot de Tweede Wereldoorlog bijna uitsluitend door "Donau-Zwaben" (in de 18e eeuw geïmmigreerde Duitsers) bevolkt was en tot dan Abthausen heette. Bij Vukovar in Kroatië neemt hij zijn traditionele zuidoostelijke stroomrichting, waarvan hij sinds de Donauknie in het noorden van Hongarije was afgeweken, weer aan en gaat wat verder bij Bačka Palanka Servië binnen.
Verder stroomafwaarts passeert de Donau Novi Sad (Нови Сад), de tweede grootste stad van het land, waar in 1999 tijdens NAVO-bombardementen tijdens de Kosovo-oorlog alle drie bruggen verloren gingen. De zes daaropvolgende jaren verliep het verkeer tussen beide stadsdelen via een pontonbrug. Aangezien die maar driemaal per week werd geopend, was dit de belangrijkste hindernis voor het scheepsverkeer op de Donau. Sinds de heropening van de Vrijheidsbrug op 11 oktober 2005 is de rivier weer ongehinderd bevaarbaar.
75 km verderop bereikt de Donau een van de oudste nederzettingen aan haar oevers, Belgrado. Reeds 7000 jaar bewoond en met 1,7 miljoen inwoners de grootste Donaustad na Boedapest en Wenen. De kern van de stad wordt gevormd door de imposante Kalemegdanvesting op een rots aan de monding van de Sava.
Dan stroomt hij voorbij de ruïne van de vesting Golubac en gaat dan door de IJzeren Poort (Гвоздена). Vervolgens vormt hij de grens tussen Servië en Roemenië tot de Djerdap-stuwdam. Aan Servische kant ligt het Nationale Park Djerdap (sinds 1974, 63.608 ha).
Linkerzijrivieren zijn:
- de Tisza (Duits: Theiß, Servisch: Тиса), de voornaamste zijrivier van de Donau en na deze de tweede grootste rivier van Hongarije en Servië. Hij mondt uit bij Titel, halfweg tussen Novi Sad en Belgrado, in Centraal-Vojvodina in Servië.
- de Timiș (Тамиш), in de industriestad Pančevo (Панчево), net voorbij Belgrado.

Rechterzijrivieren zijn:
- de Sava, in Belgrado.
- de Morava, bij Smederevo (Смедерево), halfweg tussen Belgrado en de Roemeense grens.
- de Timok, een kleine rivier die de laatste 15 km voor zijn monding de grens tussen Servië en Bulgarije vormt en dus op het drielandenpunt met Roemenië bij Prahovo uitmondt in de Donau.

### Bulgarije
De Donau markeert gedurende 500 km de noordgrens van Bulgarije (rechteroever) met Roemenië (linkeroever). Er liggen twee bruggen, de eerste verbindt sinds 1954 de grootste Bulgaarse stad Roese met het Roemeense Giurgiu en de tweede verbindt  sinds 2013 de Bulgaarse stad Vidin met de Roemeense stad Calafat. Ondanks de lengte van de grens en het feit dat de Donau de enige bevaarbare rivier van het land is, heeft de Donau voor Bulgarije over het algemeen slechts economische betekenis voor de lokale handelsvloot. Dit komt door de ligging in het dunbevolkte, uiterste noorden van het land.
Van de 12 Donauhavens op Bulgaars grondgebied zijn de belangrijkste die van Vidin, Lom, Orjachovo, Nikopol, Svisjtov, Roese en Silistra. In Svisjtov bereikt de Donau het zuidelijkste punt van zijn loop. Na Svisjtov richt hij zich weer wat richting noordoosten en verlaat een kleine 200 km verder bij Silistra het land.
Doordat de Donau de noordgrens van Bulgarije vormt, komen alle zijrivieren die er uitmonden van rechts. De belangrijkste zijn:
- de Iskar (Искър), tegenover het Roemeense Corabia.
- de Jantra, zo'n 15 km na Svisjtov.

### Roemenië
Met 1075 km, een derde van de totale lengte van de Donau, is Roemenië veruit het belangrijkste Donauland. Bij het aankomen uit Servië stroomt hij langs de grens in zuidwestelijke richting door het Banatgebergte, een uitloper van de Zevenburgse Alpen. Voorbij Orșova stroomt hij door de bekende IJzeren Poort, die tot de damwerken in de jaren 1970 het gevaarlijkste stuk van de Donau was. Daarachter ligt de stad Drobeta-Turnu Severin. Dan maakt de rivier een bocht naar het zuiden en passeert Gruia, Pristol, Cetate en Calafat. Vervolgens richt hij zich weer naar het oosten en vormt gedurende 500 km de grens met Bulgarije.
Zo stroomt de Donau door de steden Dăbuleni, Corabia (met aan de overkant de monding van de Iskar), Turnu Măgurele, Zimnicea (met aan de overkant de monding van de Jantra), Giurgiu (met aan de overkant het Bulgaarse Roese), Oltenița (waar de Argeș uitmondt) en Călărași (op zijtak). Hier maakt de Donau een knik naar het noorden en vormt de westelijke grens van de Dobroedzja. De Donau stroomt door Cernavodă, Topalu, Hârșova, Giurgeni en Gropeni en later langs de binnenhavens van Brăila en Galați. Zo'n 15 km verder maakt hij een laatste knik naar het oosten en vormt de grens met Oekraïne waar de Donau nog door Tulcea en Pardina stroomt voor hij zich vertakt in de Donaudelta, een zeer waardevol natuurgebied. De noordelijkste arm daarvan blijft als grens dienen.
Alle Roemeense zijrivieren van belang komen van links. Dit zijn:
- de Jiu, mondt een paar kilometer stroomopwaarts van het Bulgaarse Orjachovo (Оряхово), dat aan de andere oever ligt, uit in de Donau.
- de Olt, mondt uit bij Turnu Măgurele, met aan de overkant Nikopol in Bulgarije.
- de Argeș, die bij Oltenița uitmondt in de Donau. Hij verenigde zich zo'n 15 km eerder bij het dorpje Budești met de Dâmbovița, die door Boekarest stroomt.
- de Ialomița, net voorbij Hârșova, zo'n 65 km voor de stad Brăila.
- de Siret, die kort voor Galați uitmondt in de Donau. Na de Proet is de Siret de voornaamste rivier van de Roemeense provincie Moldavië.
- de Proet, met zijn 953 km de op een na langste zijrivier van de Donau. De Proet vormt de hele oostgrens van Roemenië met Moldavië. De monding bevindt zich 10 km ten oosten van Galați, een belangrijke binnenhaven.

### Moldavië
Van alle oeverstaten heeft Moldavië veruit het kleinste stuk Donau (Dunărea). Hij stroomt het land binnen na de monding van de Proet bij het Moldavische grensdorp Giurgiulești, in het zuidelijkste puntje van het land. Oorspronkelijk duurde dit slechts 340 meter, ware het niet dat Oekraïne bij een gronduitwisseling in 1999 Moldavië 230 meter extra aanbood en zo het totale Moldavisch stuk op 570 meter bracht. Het landomsloten Moldavië maakt van de gelegenheid gebruik om er een haven te bouwen en zo zijn afhankelijkheid van andere landen te reduceren. De bouw van een olieterminal begon in 1996 en werd afgewerkt in 2006.
De Proet is de enige Moldavische zijrivier en vormt de hele westgrens met Roemenië.

### Oekraïne
Nadat de Donau (Дунай /Dunay) Moldavië verlaat, splitst hij zich voor de Roemeense stad Tulcea in twee takken. De noordelijke Chilia-arm vormt de grens tussen Roemenië en Oekraïne en is tevens de belangrijkste afwatering; 63% van het water stroomt erdoor naar de Zwarte Zee. De zuidelijke Tulcea-arm splits zich na Tulcea nog eens in twee: de Sulina-arm en de Sfântu Gheorghe-arm. De voornaamste Oekraïense steden aan de Donau zijn Izmajil (Ізмаїл), Kilia (Кілія, naamgever van de Chilia-arm) en Vilkovo (Вілкове). De Sulina-arm en de Sfântu Gheorghe-arm stromen door Roemenië.
In Vilkovo begint het controversiële Bystrojekanaal, dat een snelle verbinding (бистрий /bystryj = "snel" in het Oekraïens) moest leggen tussen de Donau en de Zwarte Zee. Die vaarweg zou dan volledig onder Oekraïense controle liggen en de scheepvaartkosten drukken. Onder internationale druk werden de plannen in juni 2005 tijdelijk stilgelegd. Het project zou grote ecologische schade toebrengen in de 800.000 ha grote Donaudelta, waarvan zo'n 120.000 ha Oekraïens is.

### Donaudelta

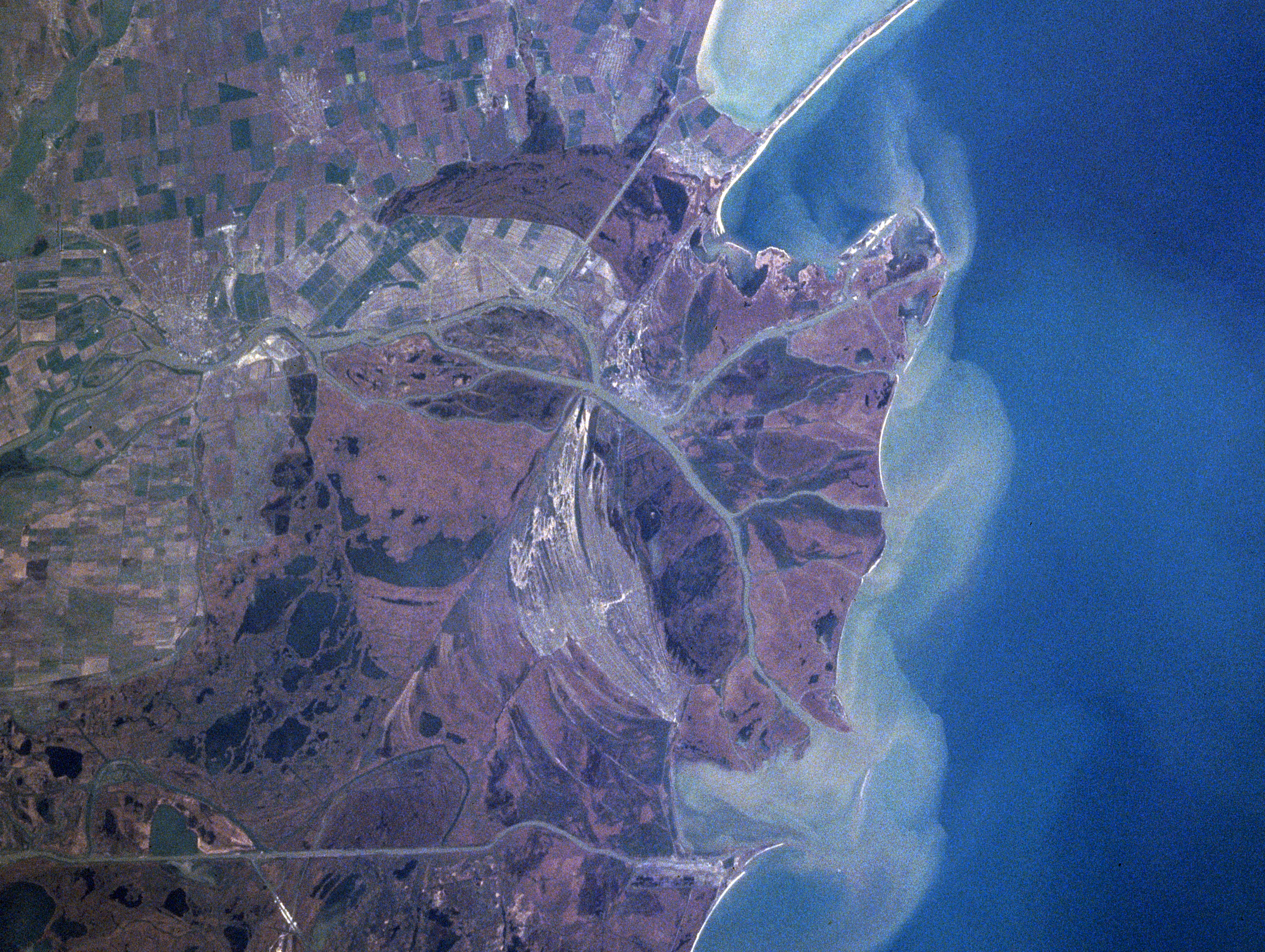
Satellietfoto van de Donaudelta

De Donaudelta (Delta Dunării in het Roemeens) is met een oppervlakte van 3.446 km² de grootste Europese rivierdelta. De delta bevindt zich grotendeels in Dobroedzja, Roemenië; een kleiner deel ligt in Oblast Odessa, Oekraïne. Het gebied is rijk aan bossen, meren, moerassen en duinen, met stroompjes en geulen die uitmonden in de Zwarte Zee. Meer dan 1200 verschillende planten, 300 soorten vogels en 45 soorten zoetwatervissen komen er voor. Het gebied is een belangrijke trekhalte en broedplaats voor vogels.
De delta is onderdeel van het Mens- en Biosfeerprogramma (MAB) van UNESCO en staat op de Werelderfgoedlijst. Ongeveer 2.733 km² natuurgebied wordt beschermd en meerdere kwetsbare stukken zijn gesloten voor het publiek.
Er wonen ongeveer 15.000 mensen, die door de visserij en de landbouw in hun levensonderhoud worden voorzien. Hierbij wordt gebruikgemaakt van traditionele houten kajaks. Het merendeel van de inwoners zijn Roemenen maar is ook een omvangrijke gemeenschap van Lipovanen. Dit zijn afstammelingen van Russen die de Oude Rite aanhingen en in 1772 vluchtten voor het regime van Catharina de Grote om godsdienstige vervolging te voorkomen. Het belangrijkste centrum van Lipovaanse gemeenschap in het Oekraïense deel van de Donaudelta is Vilkove.
Elk jaar wordt de delta 40 meter breder, als gevolg van het alluvium dat door de Donau langs de rivier wordt gedeponeerd. Dit maakt de delta uiterst dynamisch.

## Cultuurgeschiedenis
De op een na grootste rivier van Europa heeft in de culturen van zijn oeverstaten veel sporen nagelaten. Naast de talrijke sagen en legenden hebben ook schrijvers zich laten inspireren op de Donau, gaande van Ovidius in de Oudheid tot Claudio Magris en Péter Esterházy aan het einde van de 20e eeuw. Ook in Jean Auels werk speelt de rivier een grote rol en zou zijn naam afgeleid zijn van een moedergodin. Maar zijn belangrijkste echo vindt de Donau in de muziek, met de beroemde Weense wals van Johann Strauss jr., An der schönen blauen Donau op.314 als toppunt. Strauss jr. componeerde ook een snelle polka Vom Donaustrande op.356 en de wals Donauweibchen op.427 nog als ode aan de Donau. Zijn collega Carl Ziehrer bracht 5 aan de Donau gerelateerde werken uit: de polka-mazurkas Donauweibchen op.46 en Donau-Nixe op.427; de mars Wacht an der Donau! op.385 en de walsen Donausegen op.446 en Von der Donau-zur Spree op.552. Franz Lehárs An der grauen Donau-Waltz (Donaulegenden) reflecteert de crisis waarin Oostenrijk in 1918 verkeerde: het is een wals in mineur.

## Economie

### Scheepvaart
Vanaf Kelheim, even voor Regensburg, op bijna 500 km van zijn bron, wordt de Donau de komende 2415 km tot aan zijn monding bevaarbaar. De opening van het Rijn-Main-Donaukanaal in 1992 betekende een nieuwe stimulans voor de scheepvaart. Er opende zich hierdoor een nieuwe vaarroute van de Noordzee, via de Rijn en de Main, met de Zwarte Zee. Zo werden havens en industriegebieden als Rotterdam, Antwerpen en het Ruhrgebied met Zuidoost-Europa verbonden. Ook werd in 1984 het 64 km lange Donau-Zwarte Zeekanaal geopend, waardoor men niet meer door de Donaudelta hoeft te varen om de Zwarte Zee te bereiken, maar 350 km kan afsnijden.
Voor het varen op de Donau is er een apart Donaupatent nodig. Dit wordt alleen verkregen na het afleggen van een examen dat nader ingaat op ondieptes, plaatsen, stromingen en dergelijke. Na opening van het Main-Donaukanaal heeft de Belgische cartograaf (en oud-schipper) Pierre Verberght de gehele Donau in kaart gebracht voor de scheepvaart. Deze kaarten worden op heel veel schepen gebruikt.
Vanuit Nederland wordt er veel erts, veevoer, magnesiet en zout over de Donau gebracht – en dan vooral naar Duitsland, Oostenrijk en Hongarije. Vanuit deze landen komen er weer veel landbouwproducten terug zoals maïs, zonnebloempitten, gerst en koolzaad.
Een binnenschip heeft ongeveer 14 vaardagen nodig van Rotterdam naar Boedapest, afhankelijk van waterstanden. In november en december 2011 stond het water als gevolg van aanhoudende droogte in Midden-Europa en op de Balkan zo laag dat zo'n honderd vrachtschepen voor de Hongaarse grens noodgedwongen stillagen.
Van de Donau is het Duitse gedeelte slecht bevaarbaar. Dit is vooral zo op het traject Straubing - Vilshofen (grofweg tussen Regensburg en Passau). Dit gedeelte zou verder gekanaliseerd moeten worden door sluizen, zodat er een gegarandeerde diepgang gerealiseerd wordt. Milieubewegingen houden dit vooralsnog met succes tegen. Gevolg is wel dat veel vervoer op dit traject over de weg gaat.
Daarnaast zijn er op een aantal toeristisch interessante trajecten van de Donau ook passagiersdiensten en cruisevaarten, zoals Passau-Wenen-Boedapest.
Wat betreft de Donauscheepvaart, wordt de rivier opgedeeld in drie delen:
- de Hoge Donau van Kelheim tot Komárom
- de Midden Donau van Komárom tot Drobeta-Turnu Severin
- de Lage Donau van Drobeta-Turnu Severin tot de monding

In tegenstelling tot bijvoorbeeld de Rijn worden in het stroomgebied de kilometers aangegeven vanaf de monding bij de oude vuurtoren van Sulina aan de Zwarte Zee.
De eerst 150 kilometer is de aanduiding evenwel in zeemijlen (0-81). Ook geldt deze markering voor de zijrivieren.

### Visserij
De Donau is zeer visrijk. In de Donau kan karper, zalm en steur gevonden worden. Ook zijn er genoeg andere soorten, zoals meerval. Er wordt ook veel in de zijrivieren van de Donau gevist, zoals in de Tisza of de meertjes daarnaast. In Roemenië speelt de Donauvisserij een erg belangrijke rol. In de Donaudelta is er vis in overvloed. Voor de Lipovanen die in de Donaudelta leven is de visvangst hun enige bron van inkomst.

### Toerisme
Naast vistoerisme, zijn er ook campings, hotels en vakantiewoningen aan de Donau met andere doelen. Er zijn verschillende fietsroutes in Midden-Europa, waaronder de Donauradweg of Donauroute. Deze route is 950 km lang en loopt aan weerszijden van de Donau. Er zijn zelfs speciale "fietshotels" aangelegd.
Op de grens met Servië en Roemenië is er de IJzeren Poort. De IJzeren Poort is een kloofdal van de Donau dat in ruime zin een traject van 134 km lengte omvat. Er worden vaartochten georganiseerd in de IJzeren Poort.
Ook de Donaudelta is heel toeristisch. Men komt er voor vaartochten of de visserij.
Donaueschingen is ook een veelbezochte plaats vanwege de samenvloeiing van de 'Donaubronnen'.

## Fotogalerij

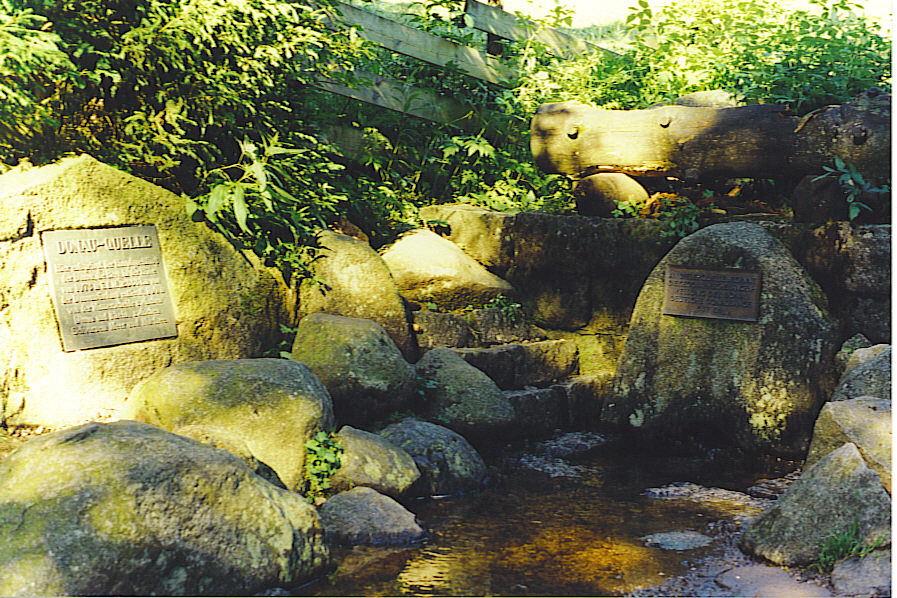
De bron van de Breg, bronrivier van de Donau, Duitsland
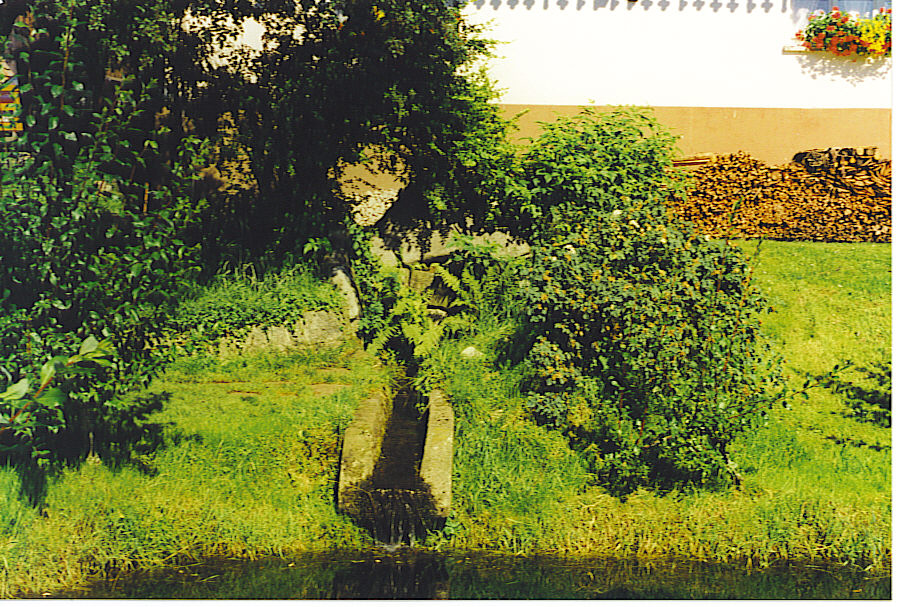
De bron van de Brigach, bronrivier van de Donau, Duitsland
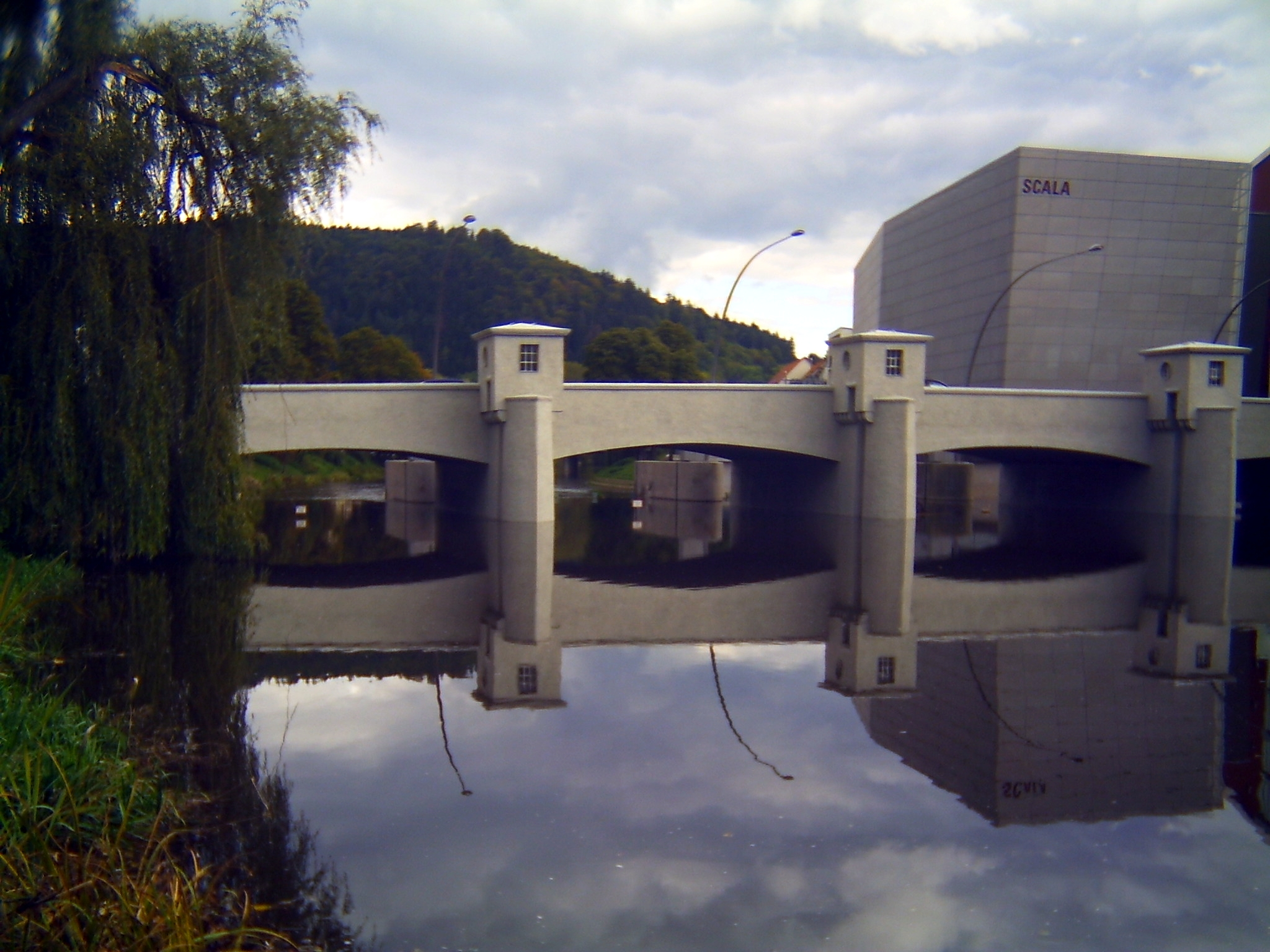
De Donau in Tuttlingen, Duitsland
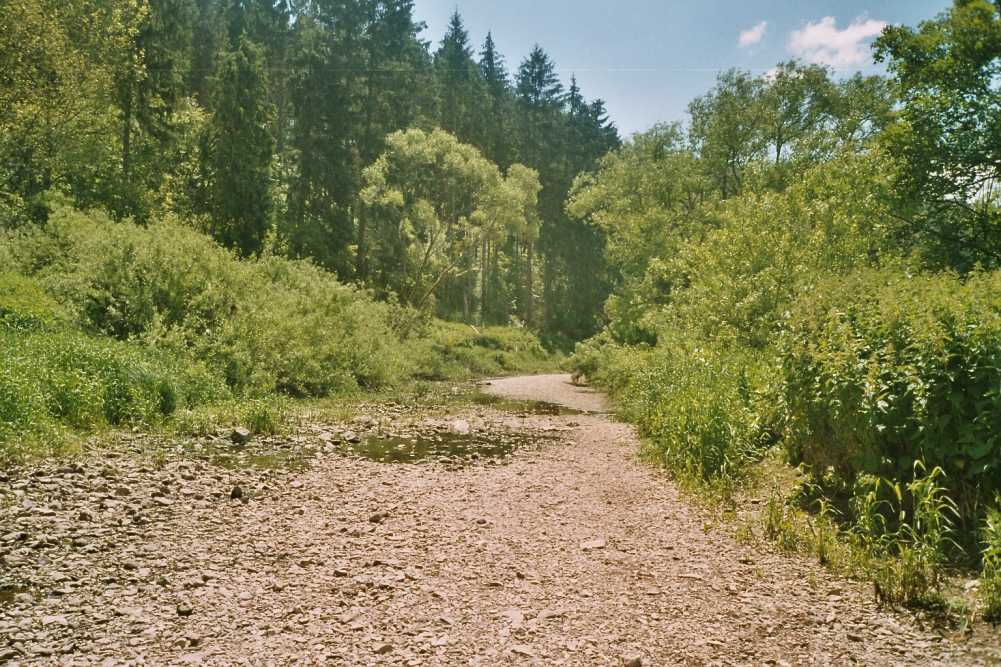
De Donauversickerung, Duitsland
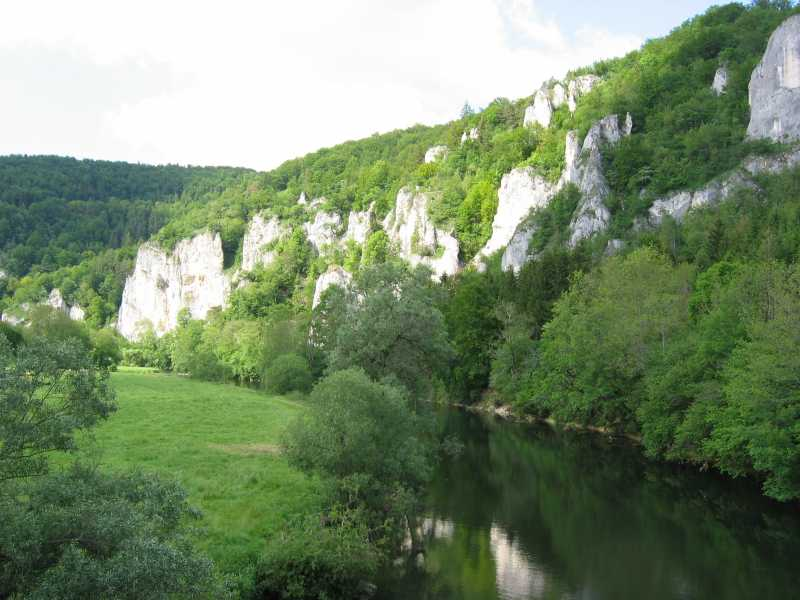
De Donau bij Beuron, Duitsland
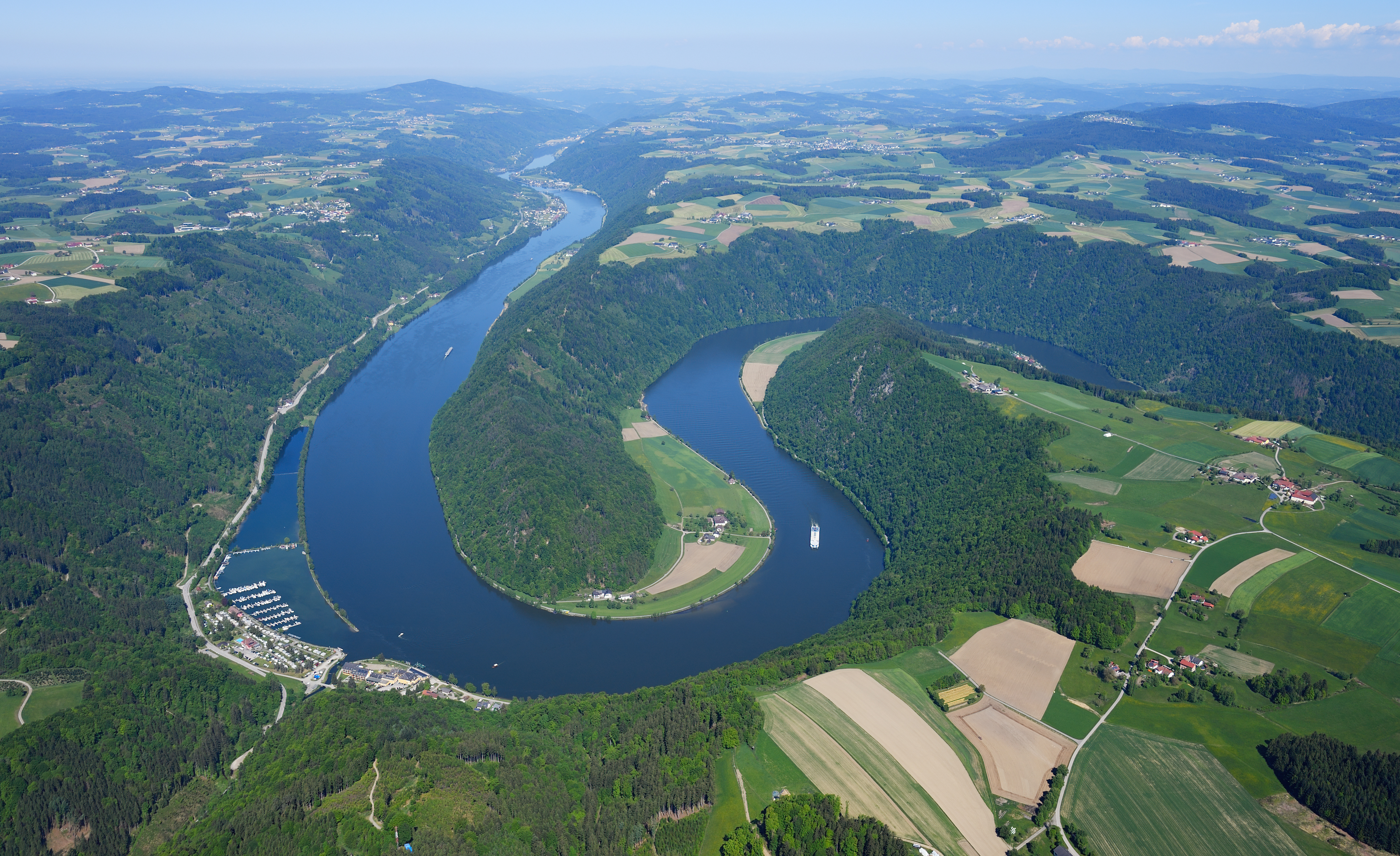
De Schlögener Schlinge, Oostenrijk
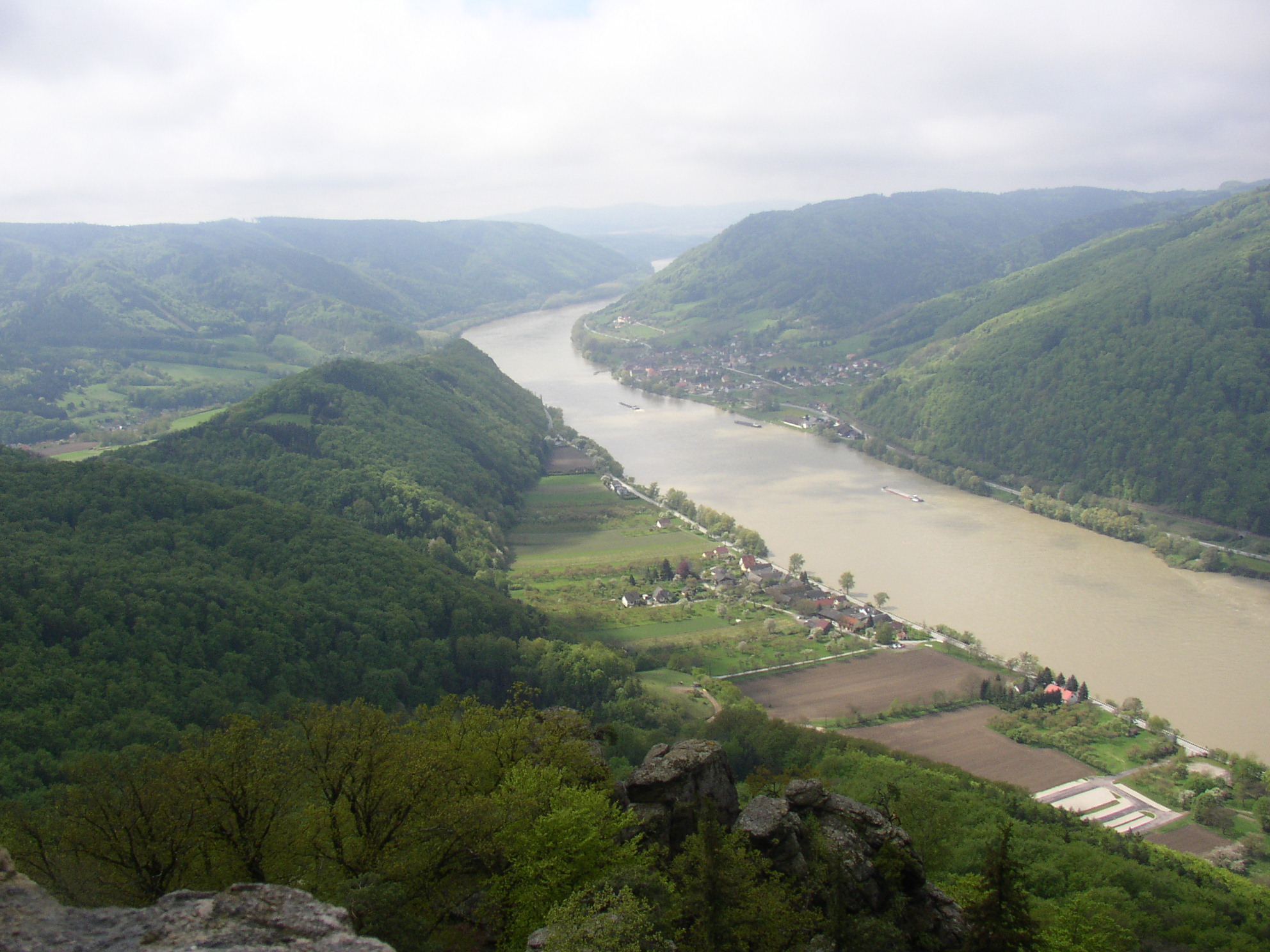
De Wachau, Oostenrijk
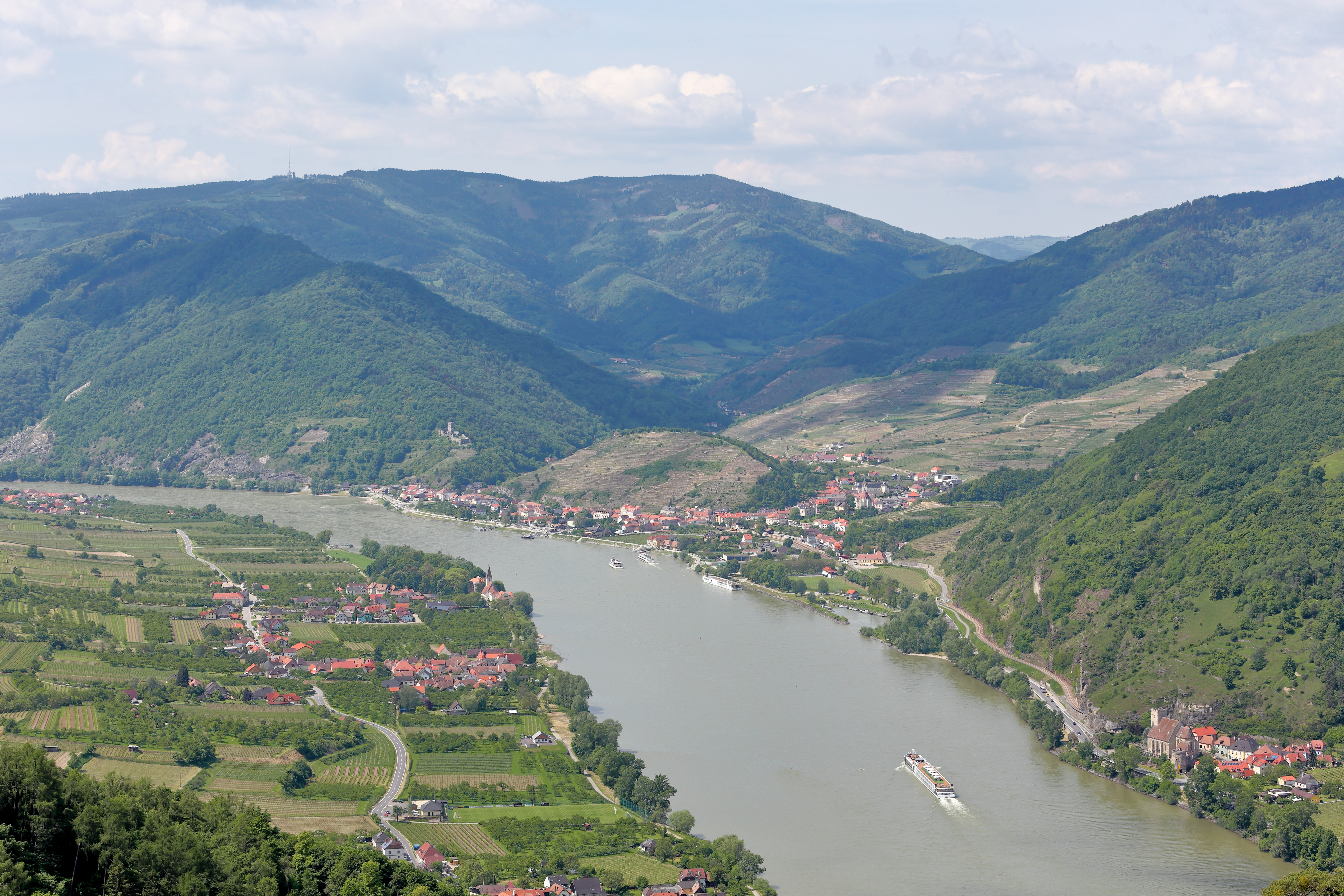
De Wachau bij Spitz, Oostenrijk
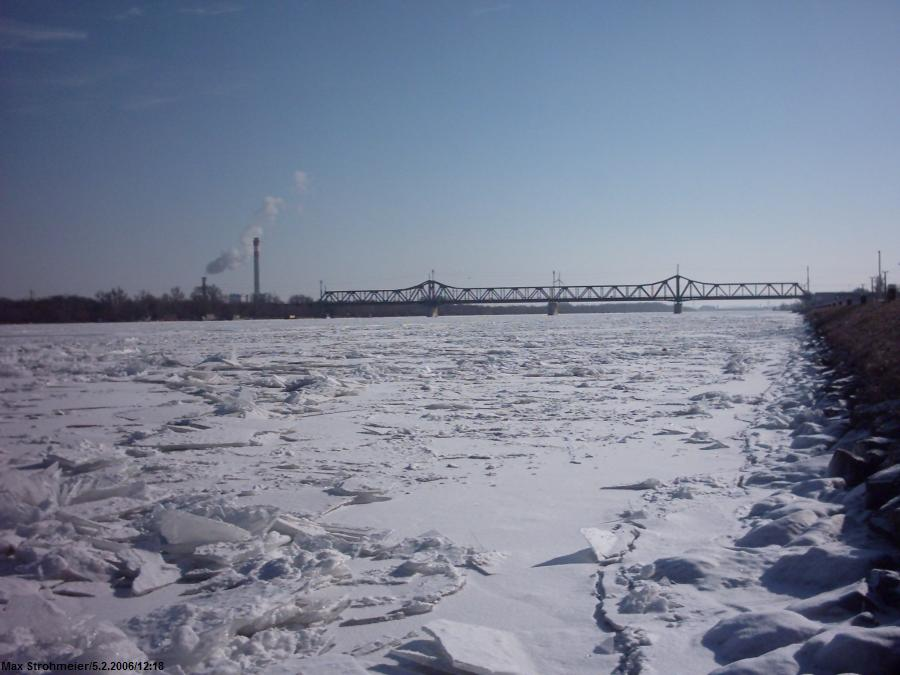
IJsophoping in Wenen, Oostenrijk
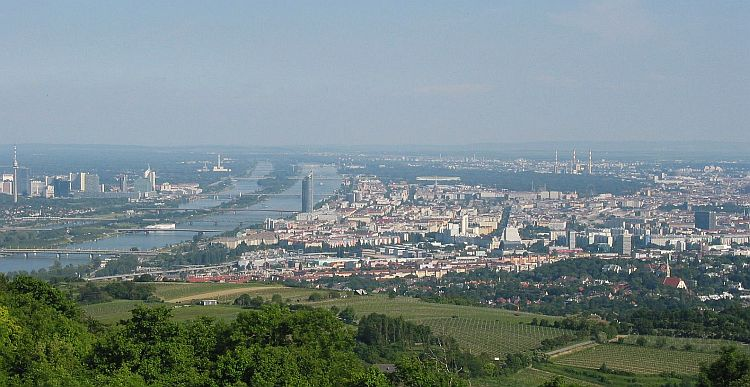
De Donau en de Nieuwe Donau in Wenen, Oostenrijk
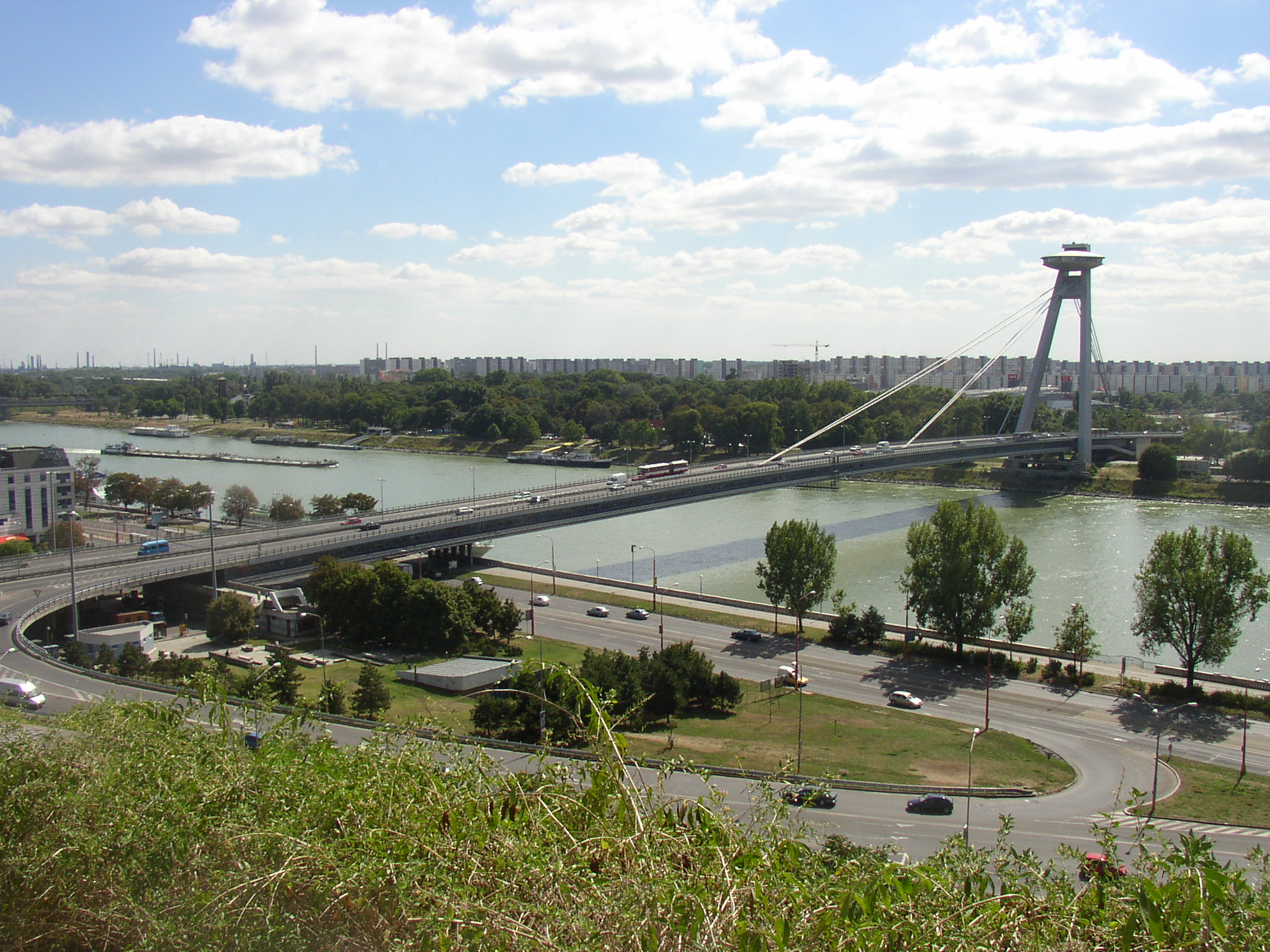
De Nieuwe brug in Bratislava, Slowakije
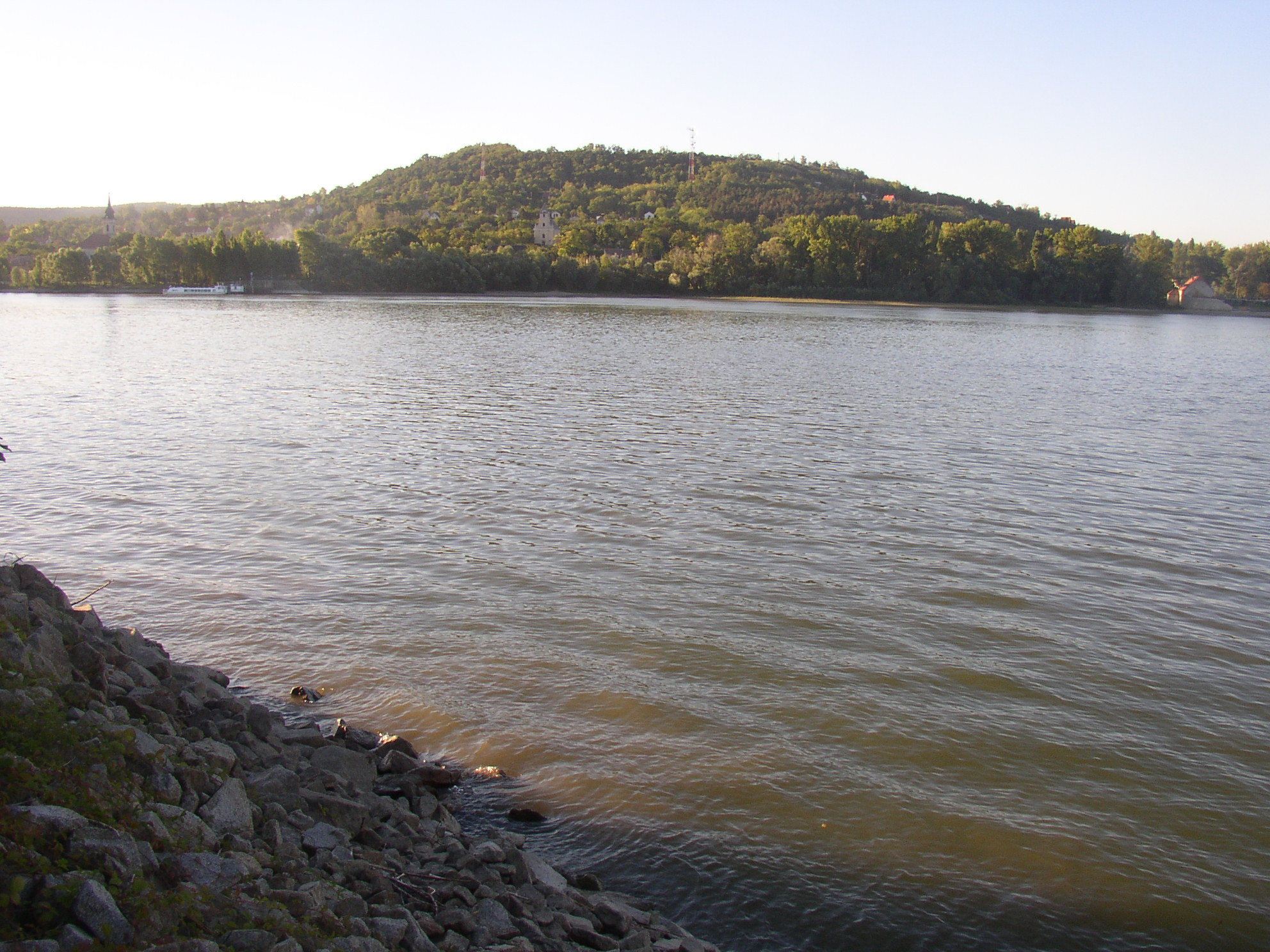
Patince, op de grens tussen Slowakije en Hongarije
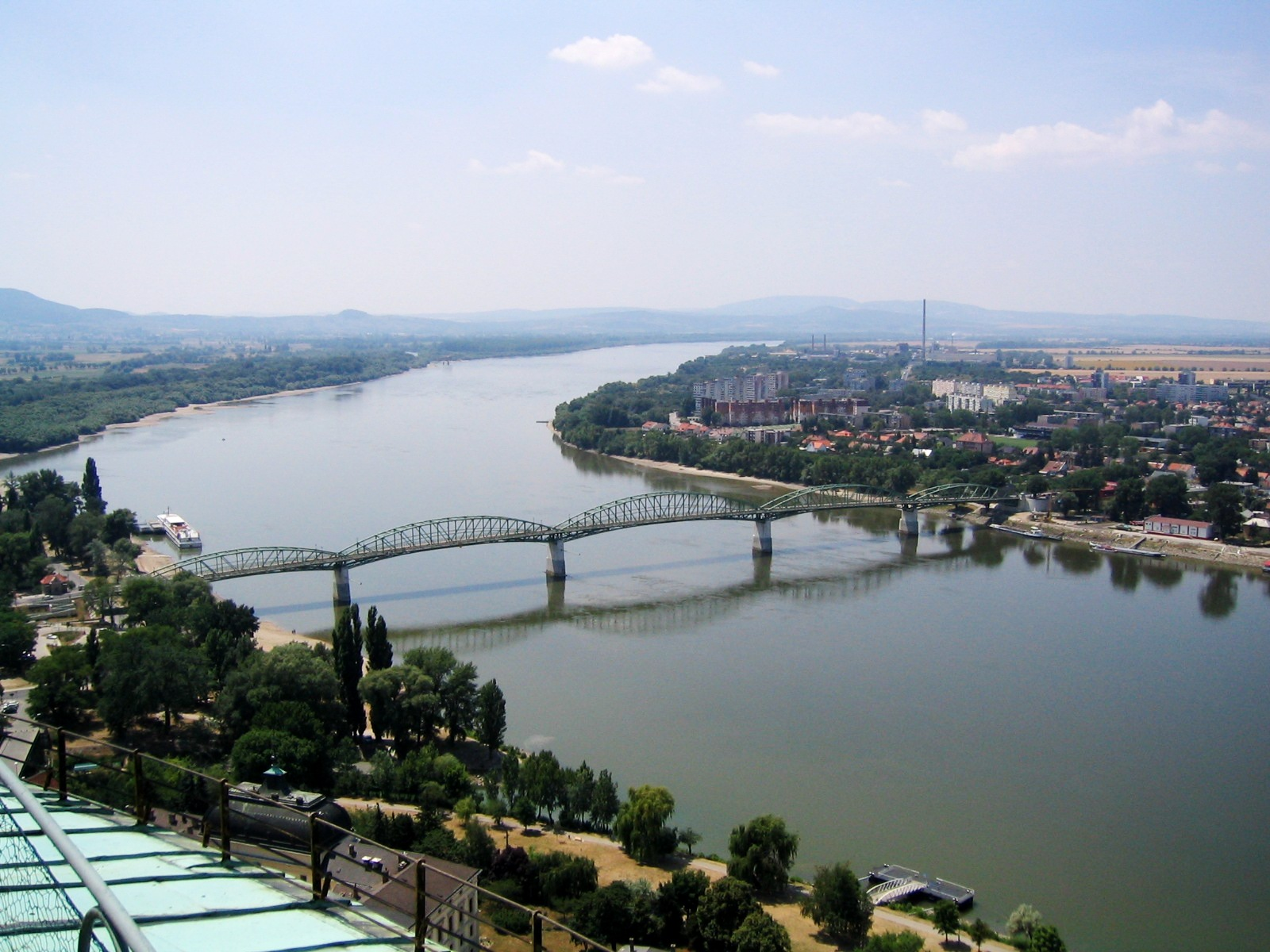
De Mária Valériabrug, tussen Esztergom in Hongarije en Štúrovo in Slowakije
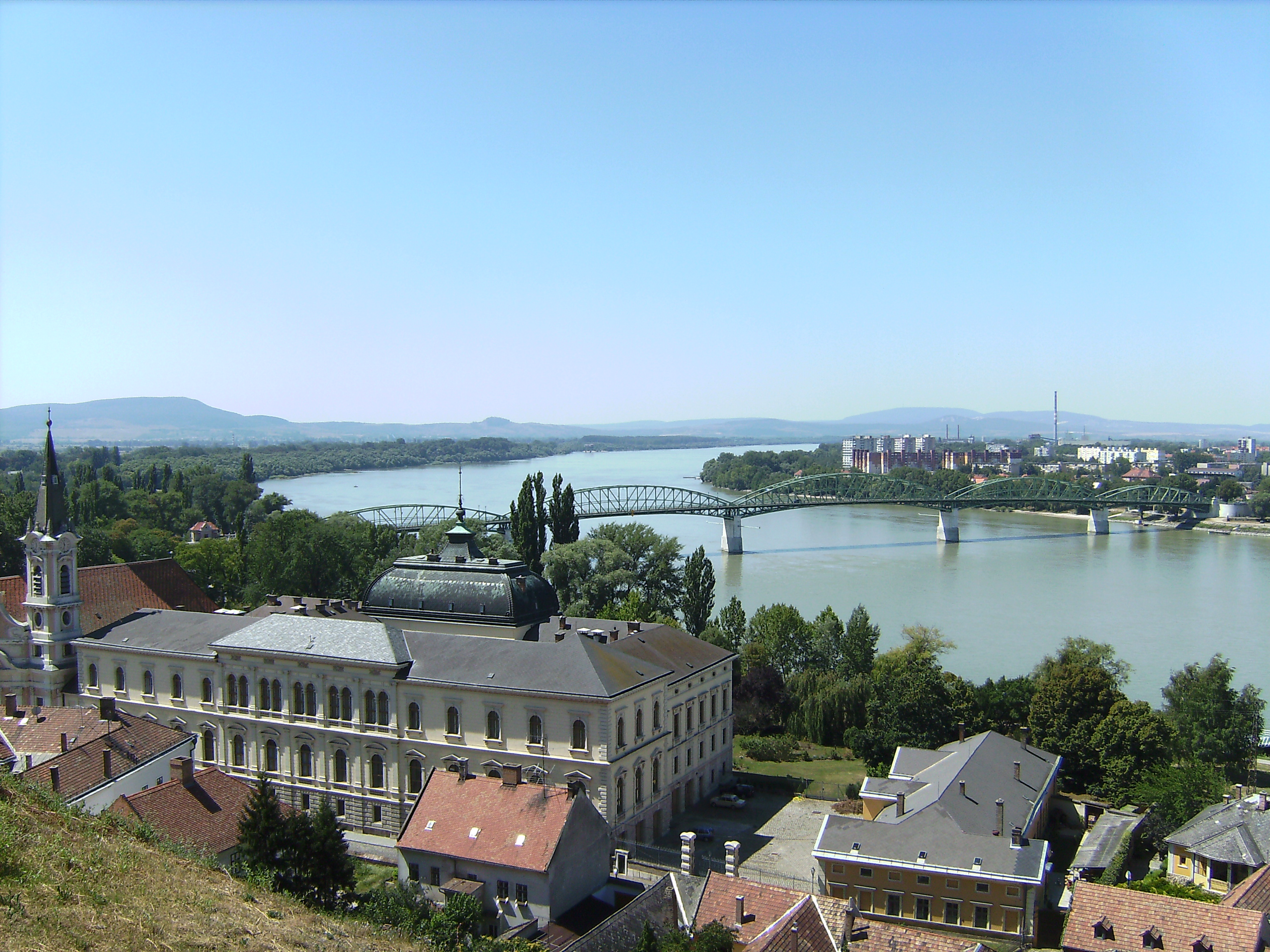
De Donau ter hoogte van Esztergom, in Hongarije
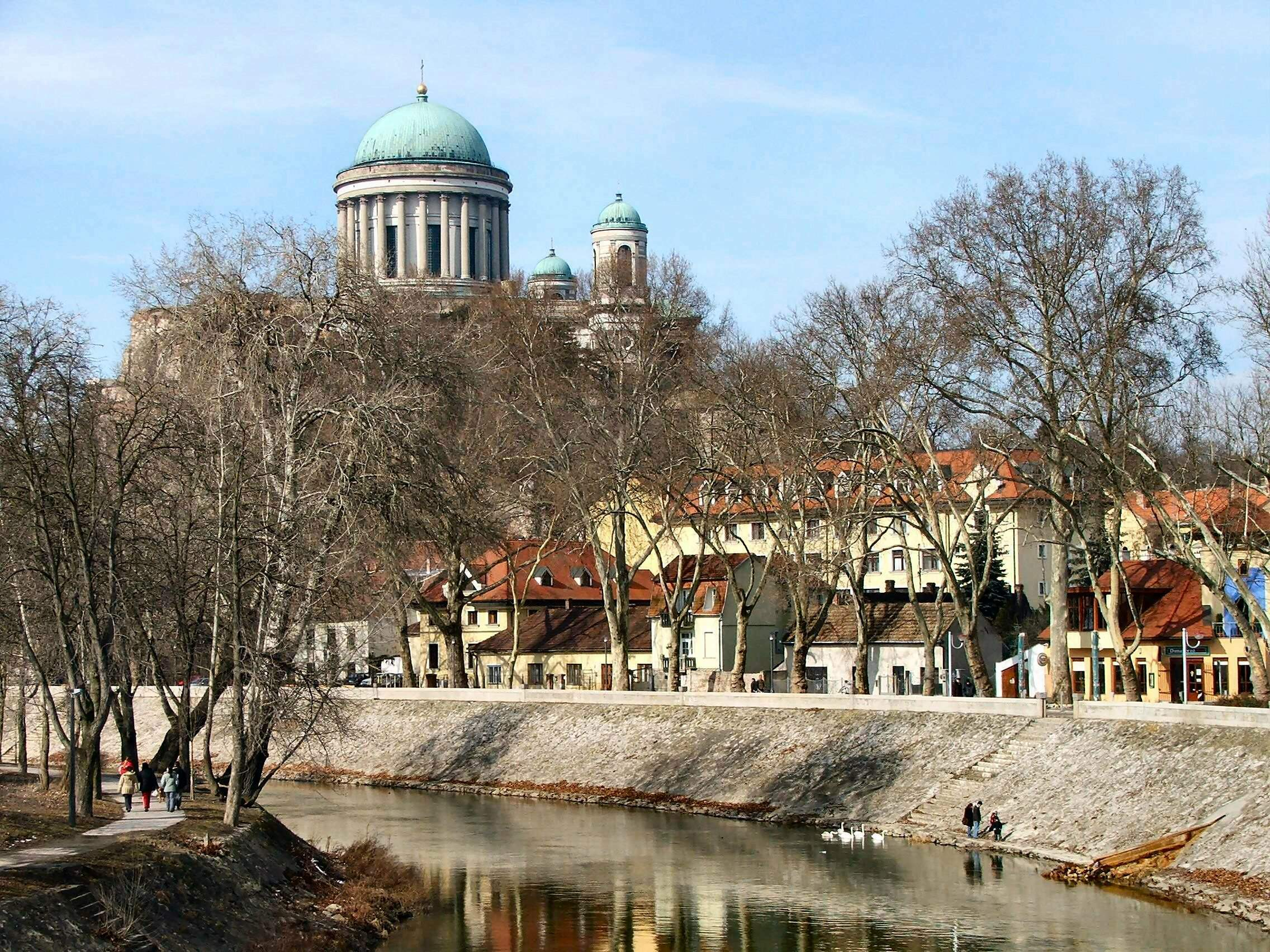
De Kleine Donau in Esztergom, Hongarije
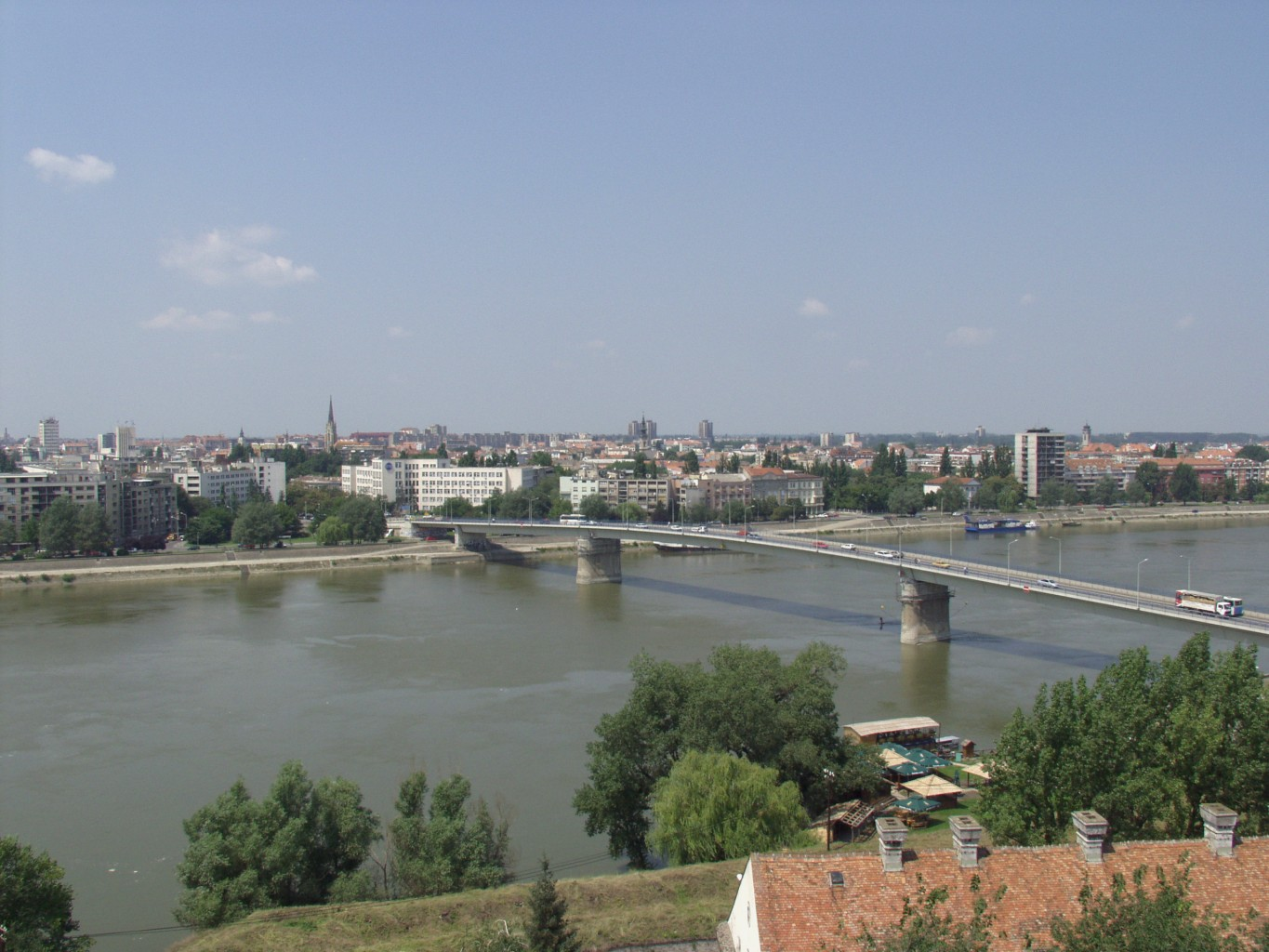
De Donau bij Novi Sad, Servië
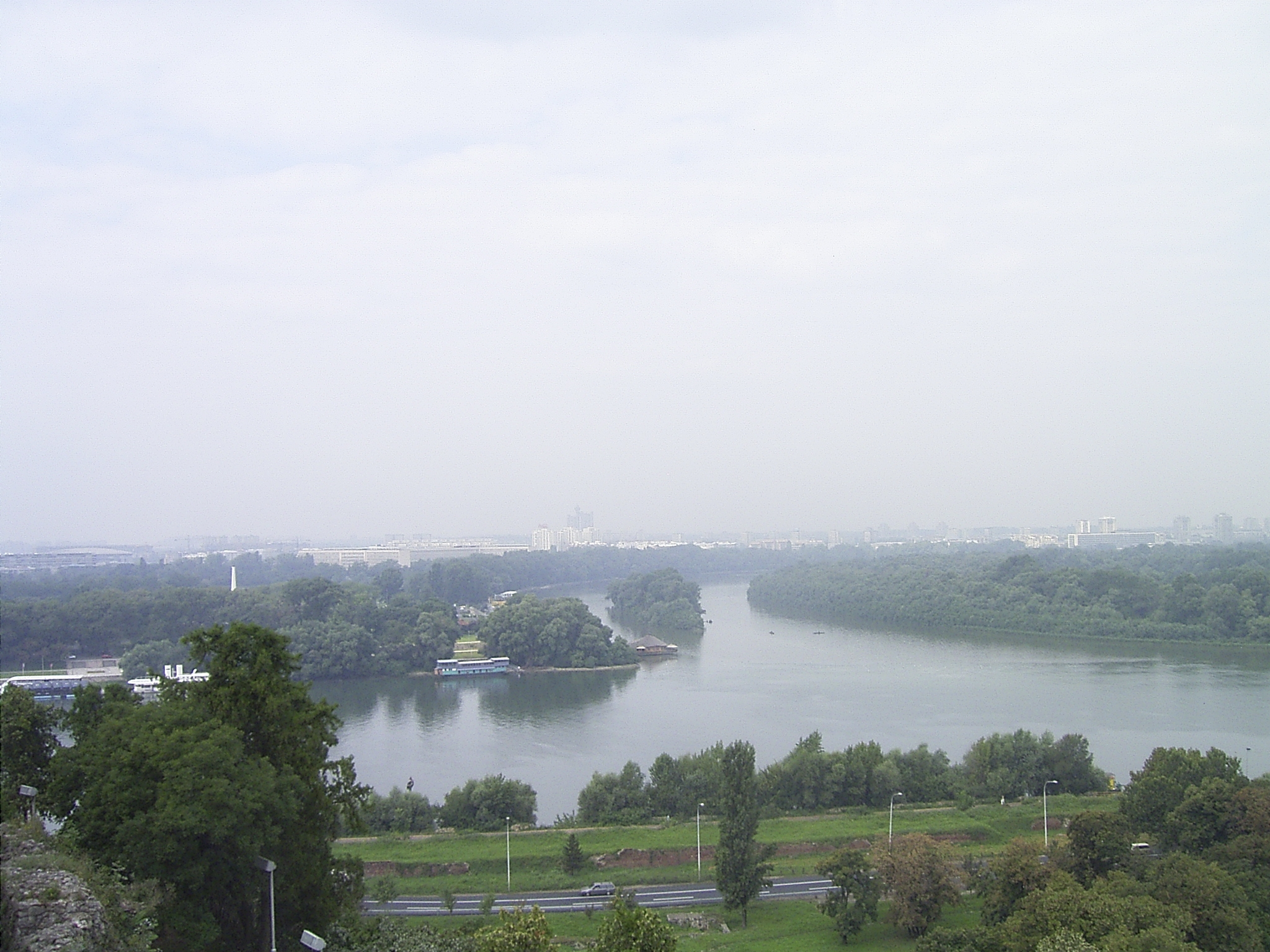
Monding van de Sava in Belgrado, Servië
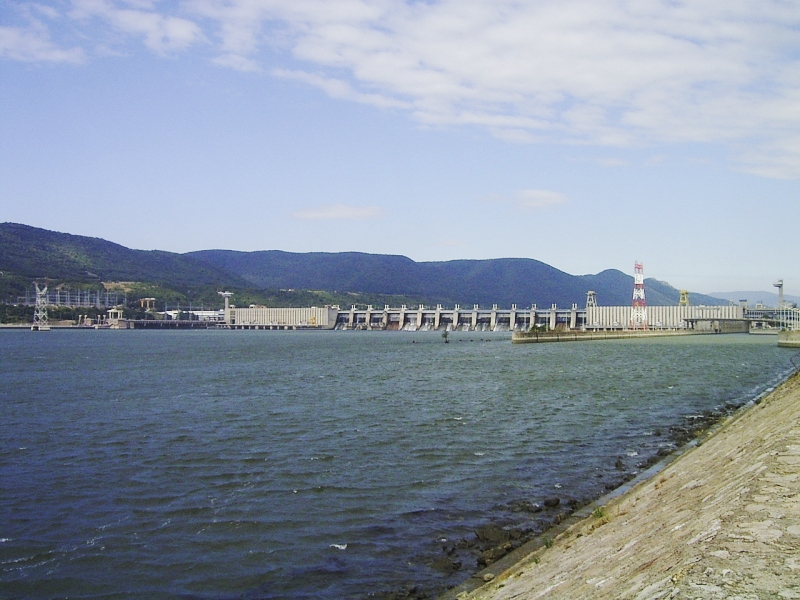
Stuwdam bij de IJzeren Poort, Roemenië
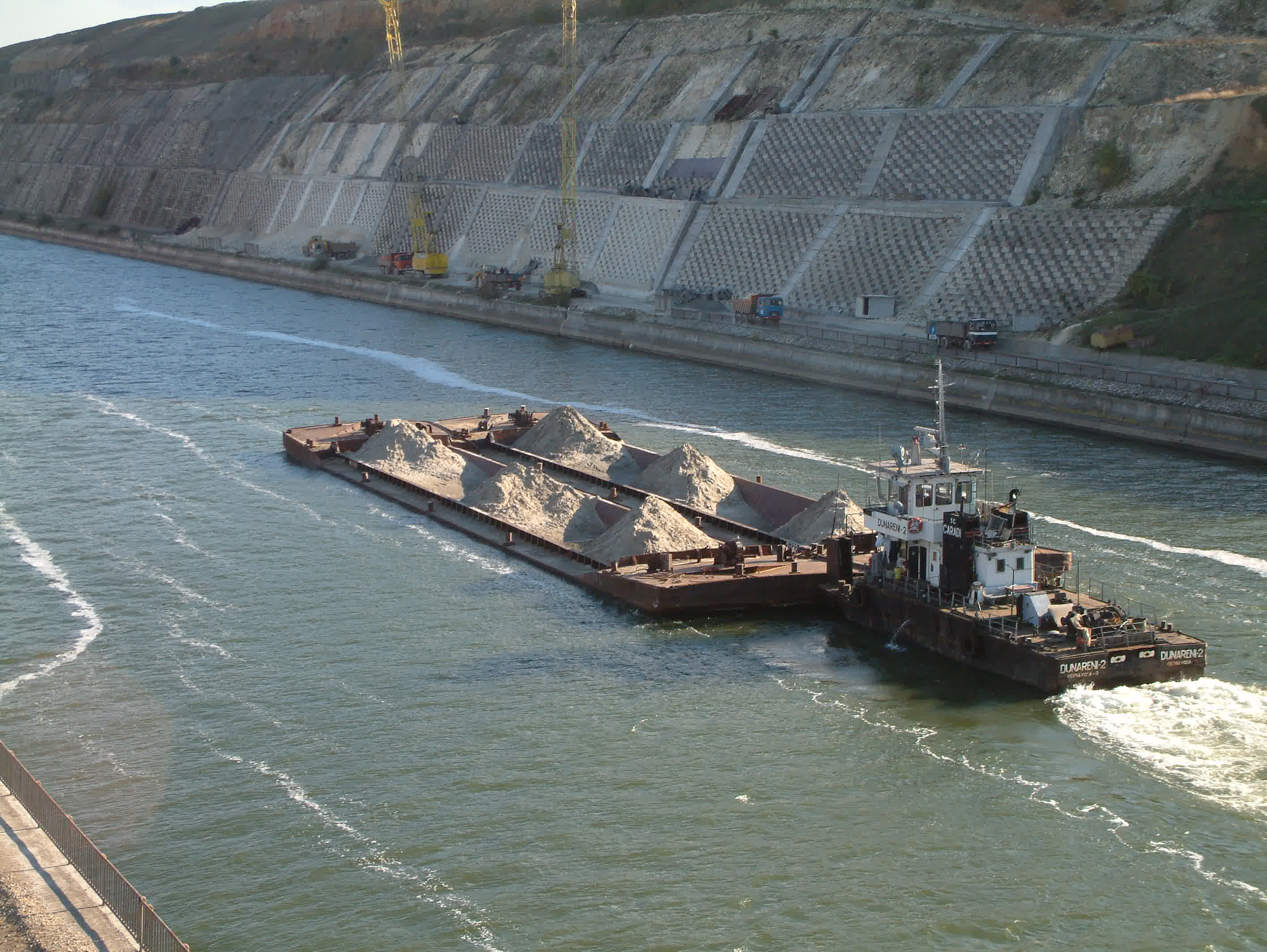
Het Donau-Zwarte Zeekanaal, Roemenië
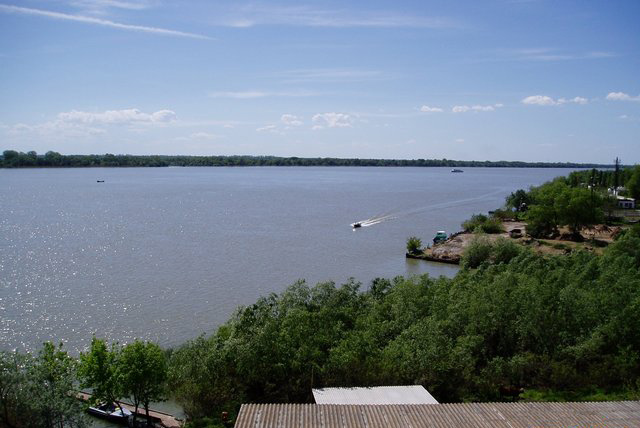
De Donau in Vilkovo, Oekraïne